# قائمة إصدارات الطوابع البريدية في الشارقة (1969)
أدارت المملكة المتحدة العلاقات الخارجية لإمارات الساحل المتصالح نتيجة لمعاهدة «الاتفاقية الحصرية» لعام 1892، بما في ذلك إدارة البريد والبرق - حيث تكن هذه الإمارات منتمية للاتحاد البريدي العالمي. افتتحت حكومة الهند أول مكتب بريد في دبي في عام 1941. وفي عام 1948، وتولت إدارته وتشغيله الوكالات البريدية البريطانية في شرق شبه الجزيرة العربية، وهي شركة تابعة لمكتب البريد العام. كانت الطوابع في ذلك الوقت عبارة عن طوابع بريطانية مقابل رسوم إضافية بقيمة الروبية، حتى عام 1959، حيث أصدرت مجموعة من طوابع بريدية تحمل اسم «الإمارات المتصالحة» من دبي.
في عام 1963، تنازلت المملكة المتحدة عن مسؤوليتها عن الأنظمة البريدية في الإمارات المتصالحة إلى حكام الإمارات المتصالحة. لذا أصدرت إمارة الشارقة أول طوابعها البريدية في سنة 1963.
الكثير من الطوابع التي أصدرت في إمارة الشارقة تصنف ضمن طوابع الكثبان الرملية. طبعت هذه الطوابع بكثرة في الستينيات وأوائل السبعينيات من القرن الماضي، وتكاد تكون عديمة القيمة اليوم.
وجد فينبار كيني وهو رجل أعمال أمريكي ومن هواة جمع الطوابع الفرصة لإنشاء عدد من الإصدارات من الطوابع التي تستهدف سوق جامعي الطوابع المربح. وقد أبرم في عام 1964 اتفاقات مع إمارات الخليج العربي لإصدار طوابع، ومن بينها إمارة الشارقة. حملت هذه الطوابع مصورا ذات ألوان وأشكال صارخة وليس لها صلة فعلية بالإمارات.
كان بيع الطوابع البريدية لفترة قصيرة تجارة مربحة للإمارات، حيث كان لمعظم الإمارات القليل من مصادر الدخل، باستثناء إمارة أبو ظبي، التي توفر فيها إنتاج النفط منذ عام 1965. ومع ذلك، انخفضت الإيرادات التي تصل إلى 70 ألف جنيه إسترليني للإمارات الأفقر إلى 30 ألف جنيه إسترليني مع التشبع الحتمي للسوق. شكل بيع الطوابع بحلول عام 1966 المصدر الرئيسي لدخل الإمارات المتصالحة الشمالية.
أدى انتشارها في النهاية إلى تقليل قيمتها، ولهذا السبب، فإن العديد من الكتالوجات الشعبية اليوم لا تدرجها حتى.
اتهم فينبار كيني بالتورط في قضية رشوة في الولايات المتحدة بسبب تعاملاته مع حكومة جزر كوك. انتهت ترتيبات فينبار كيني عندما توحدت الإمارات العربية المتحدة في ديسمبر 1971.
هذه قائمة إصدارات الطوابع البريدية في إمارة الشارقة لعام 1969:

## إصدارات الشخصيات

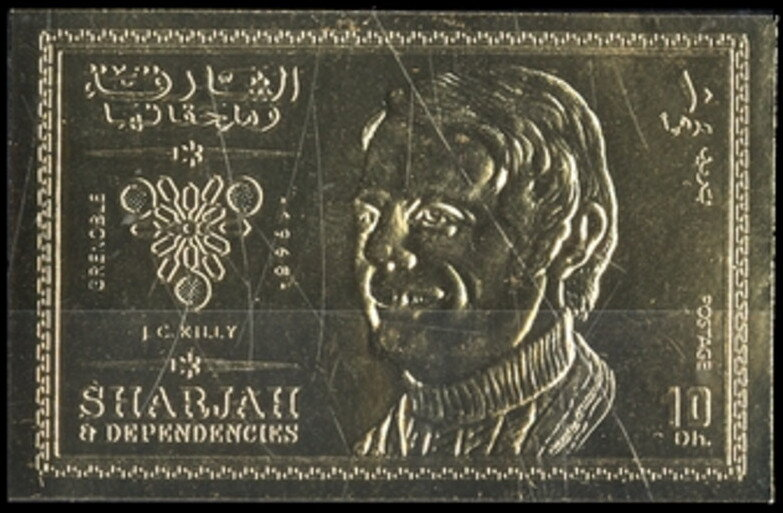
10 دراهم جان كلود كيلي متسابق تزلج أولمبي
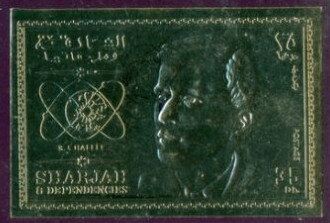
25 درهما روجر بروس شافي الولايات المتحدة رائد فضاء
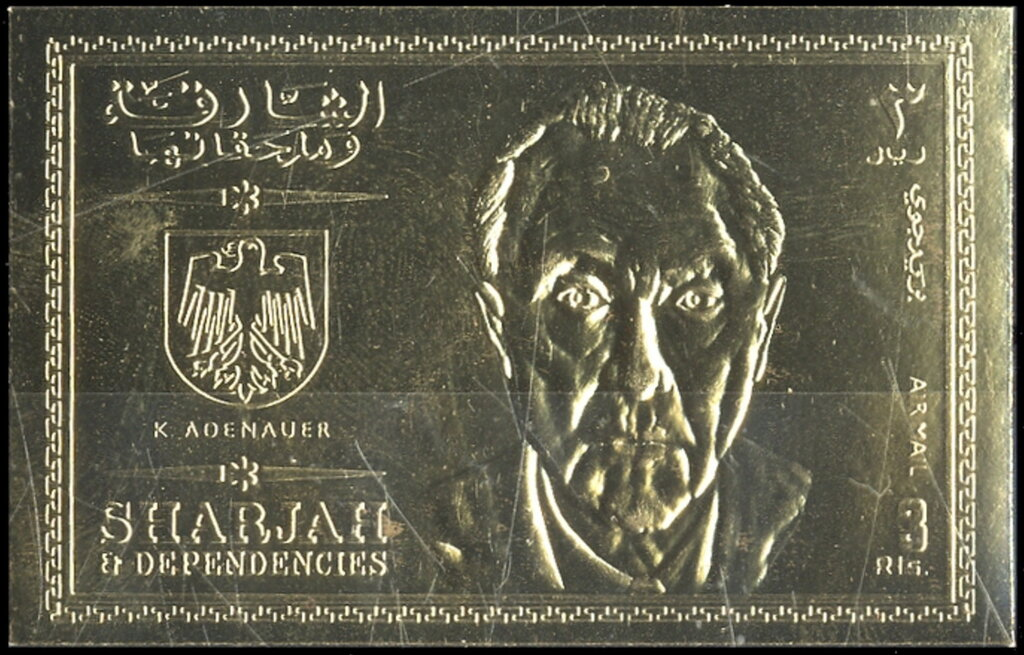
3 ريالات كونراد أديناور مستشار ألمانيا

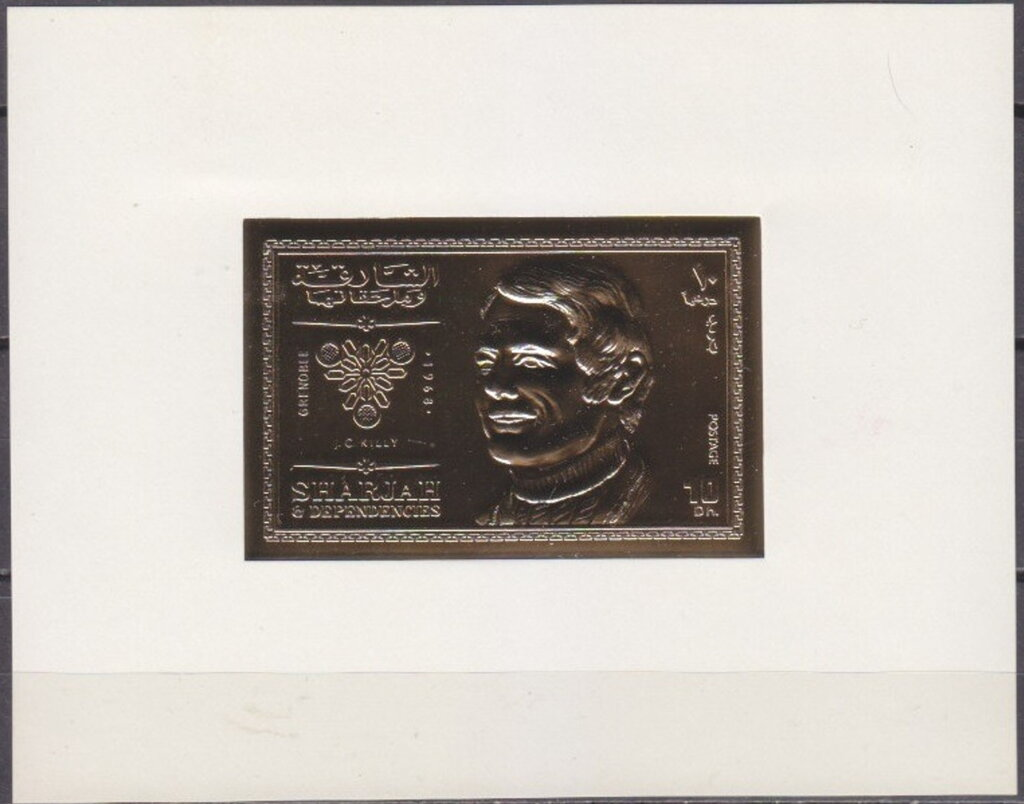
10 دراهم جان كلود كيلي متسابق تزلج أولمبي
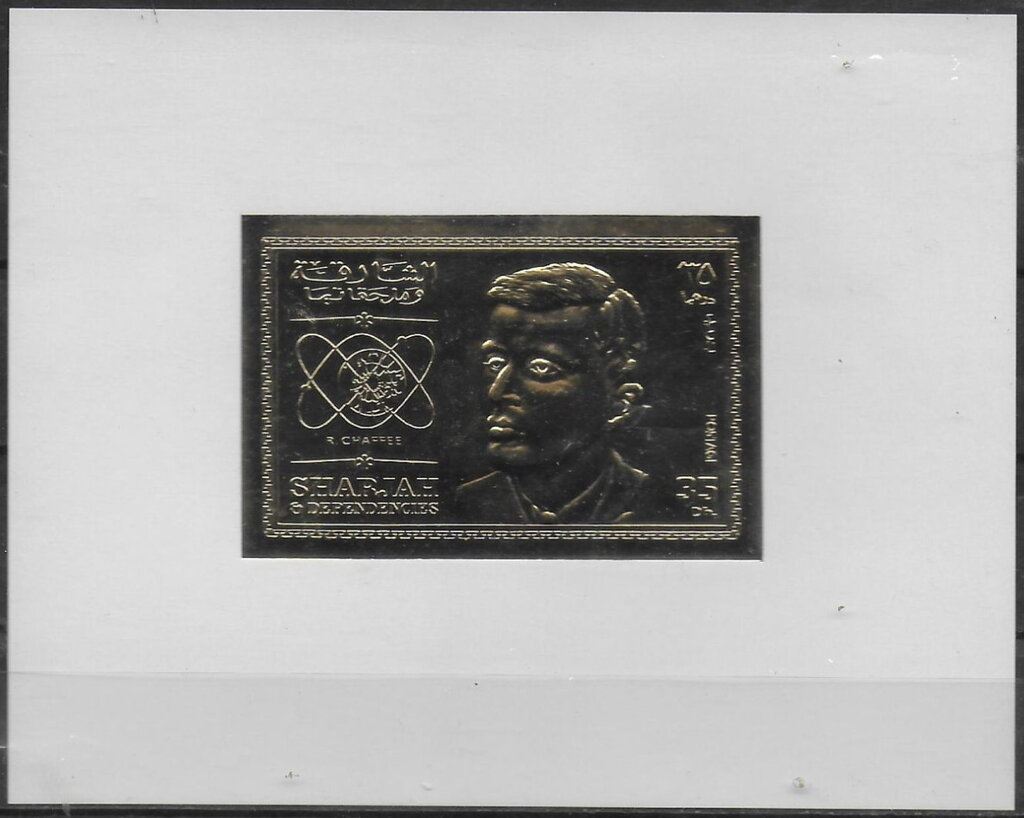
25 درهما روجر بروس شافي الولايات المتحدة رائد فضاء
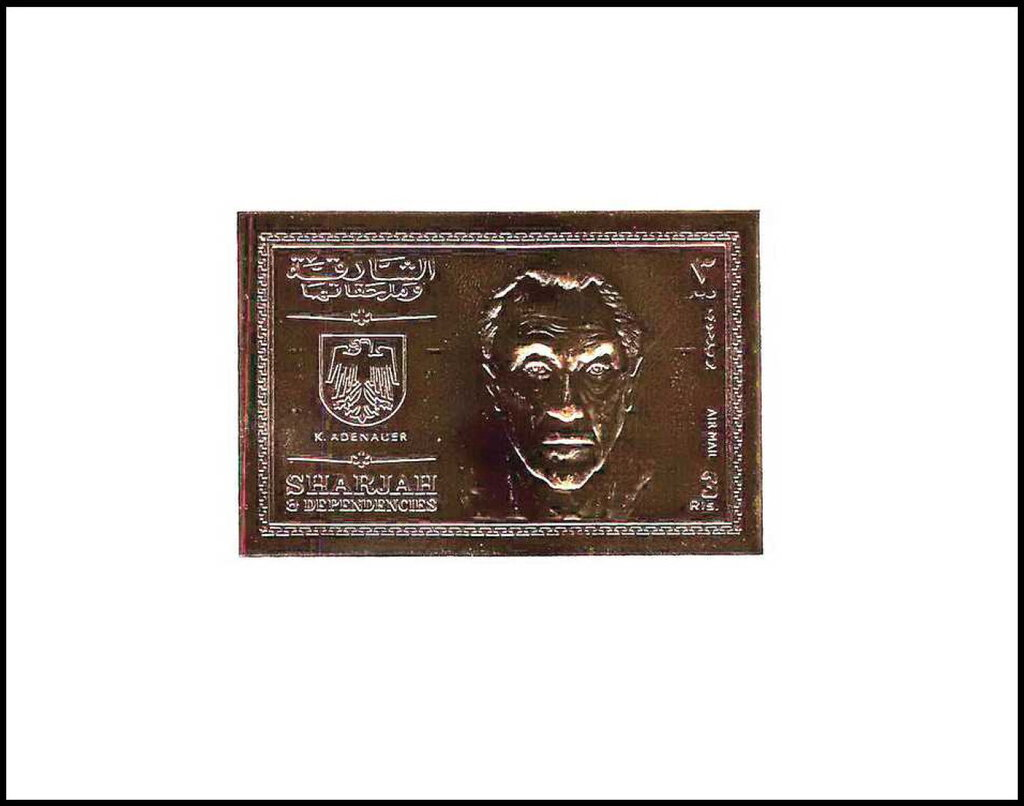
3 ريالات كونراد أديناور مستشار ألمانيا

في 25 فبراير 1969، أصدرت الطوابع التالية التي تحمل صور بعض الشخصيات والأعلام

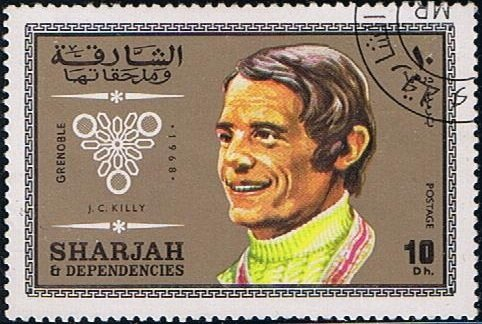
10 دراهم جان كلود كيلي فرنسا متسابق تزلج أولمبي
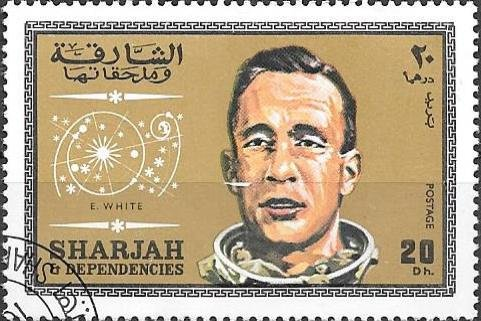
20 درهما إدوارد هيغنز وايت الولايات المتحدة رائد فضاء
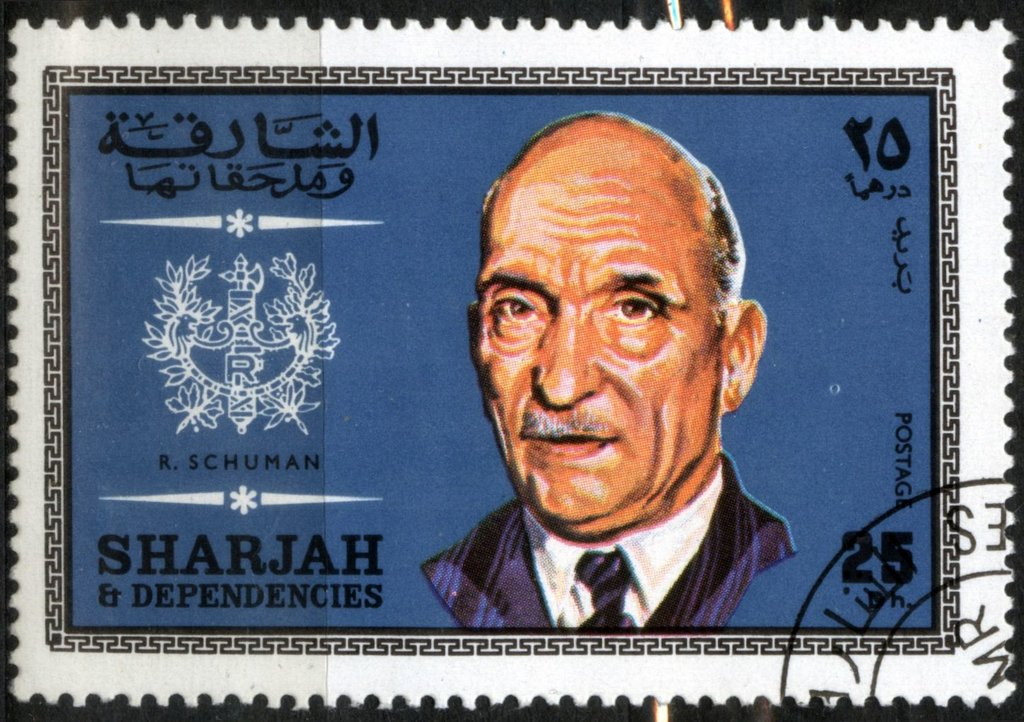
25 درهما روبير شومان فرنسا سياسي ورئيس وزراء سابق
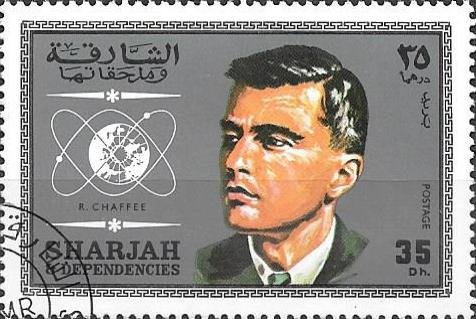
35 درهما روجر بروس شافي الولايات المتحدة رائد فضاء
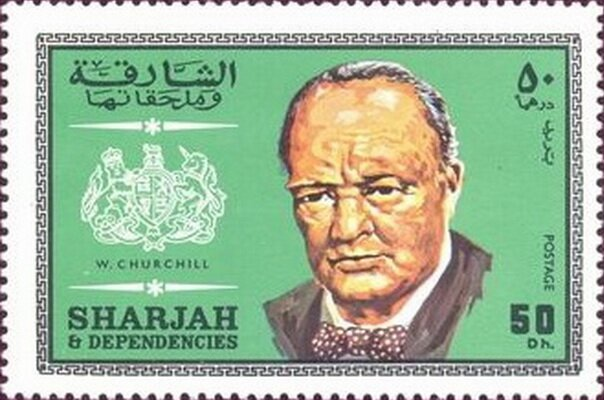
50 درهما وينستون تشرشل المملكة المتحدة سياسي ورئيس وزراء سابق
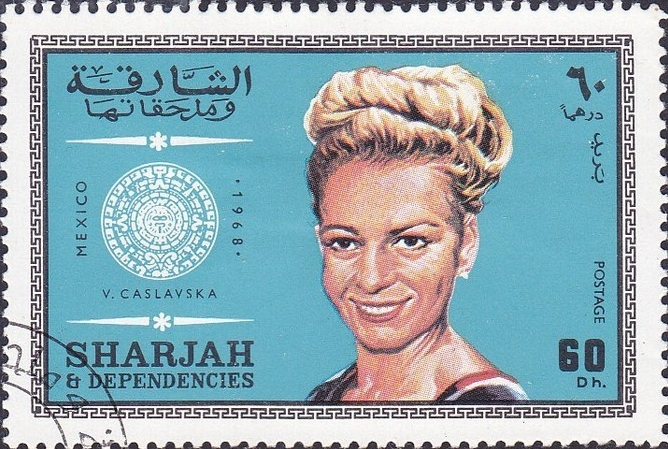
60 درهما فيرا تشاسلافسكا تشيكوسلوفاكيا لاعبة جمباز

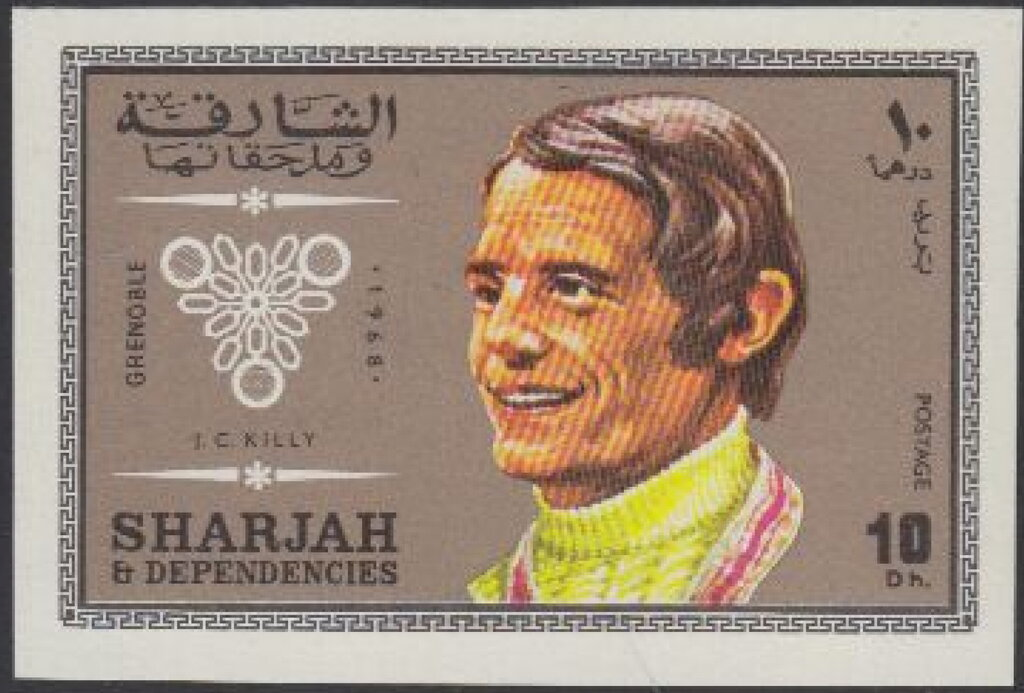
10 دراهم جان كلود كيلي متسابق تزلج أولمبي
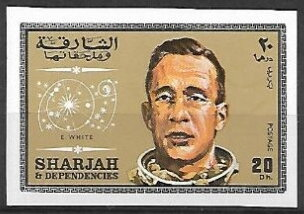
20 درهما إدوارد هيغنز وايت الولايات المتحدة رائد فضاء
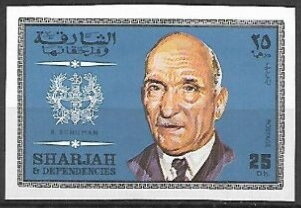
25 درهما روبير شومان سياسي ورئيس وزراء سابق
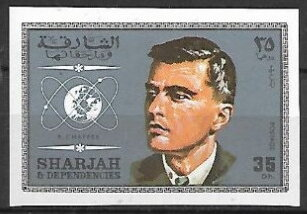
35 درهما روجر بروس شافي الولايات المتحدة رائد فضاء
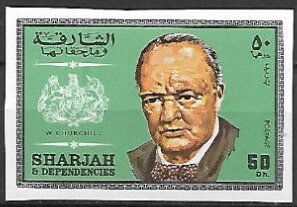
50 درهما وينستون تشرشل سياسي ورئيس وزراء سابق
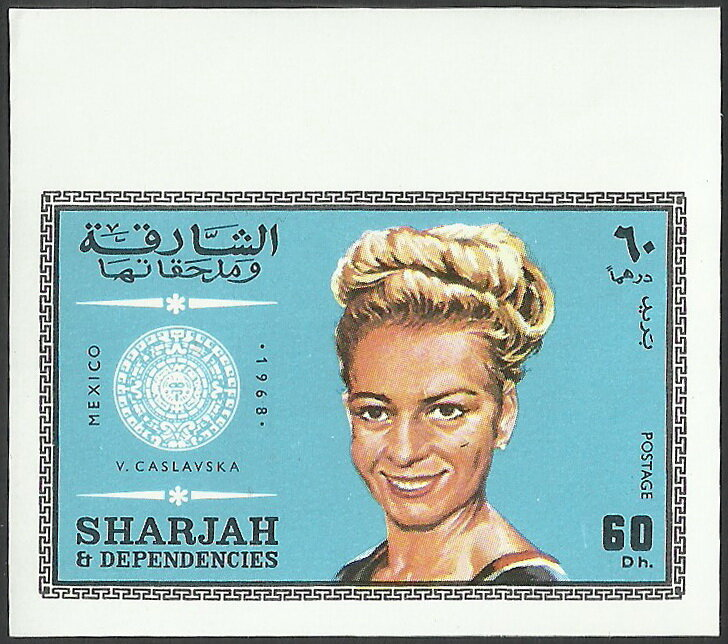
60 درهما فيرا تشاسلافسكا لاعبة جمباز

وكذلك مجموعة الطوابع المخصصة للبريد الجوي غير المخرمة:

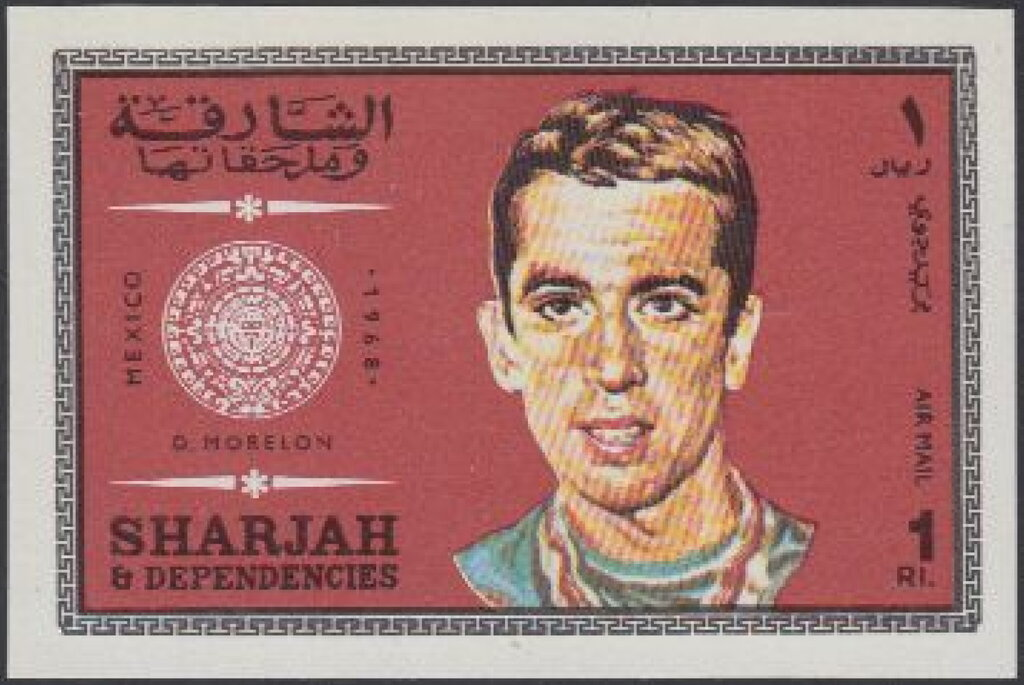
ريال واحد دانيال موريلون متسابق دراجات
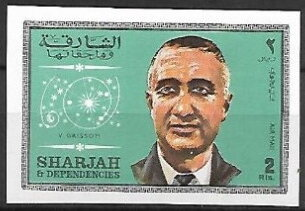
ريالان غوس غريسوم الولايات المتحدة رائد فضاء
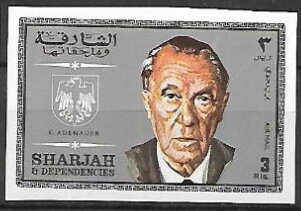
3 ريالات كونراد أديناور مستشار ألمانيا
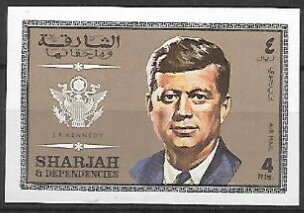
4 ريالات جون كينيدي الولايات المتحدة رئيس سابق
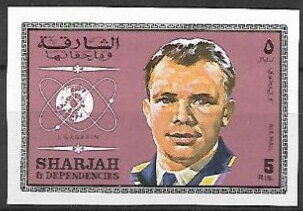
5 ريالات يوري جاجارين رائد فضاء
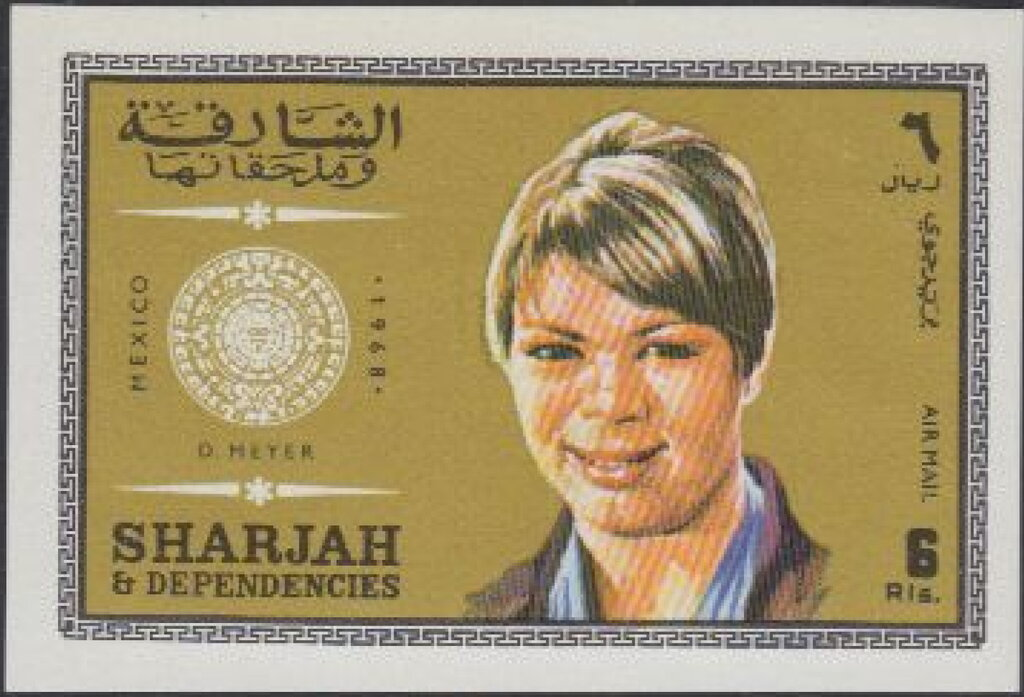
6 ريالات ديبي ماير الولايات المتحدة سباحة أولمبية

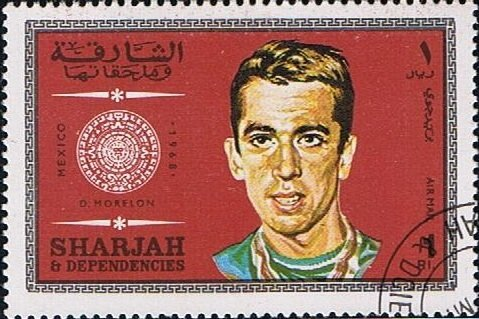
ريال واحد دانيال موريلون فرنسا متسابق دراجات
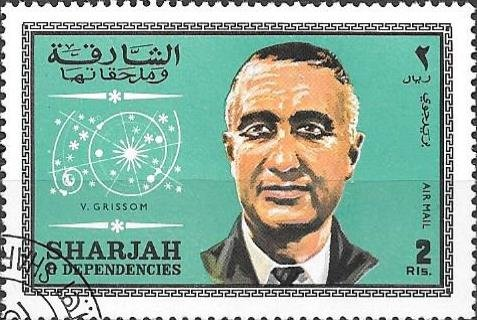
ريالان غوس غريسوم الولايات المتحدة رائد فضاء
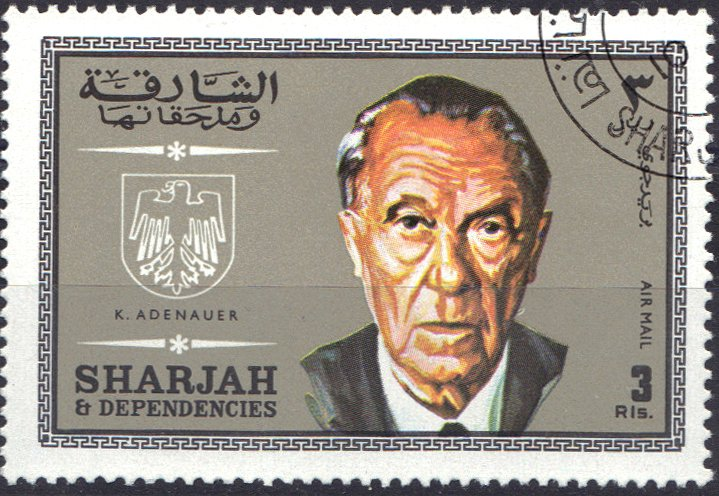
3 ريالات كونراد أديناور ألمانيا مستشار ألمانيا
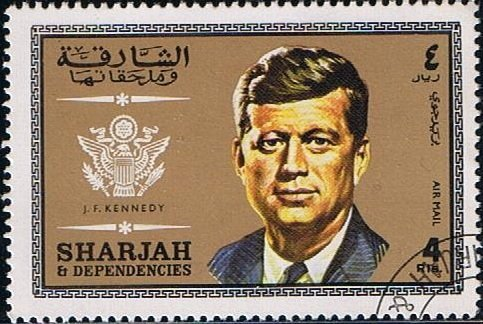
4 ريالات جون كينيدي الولايات المتحدة رئيس سابق
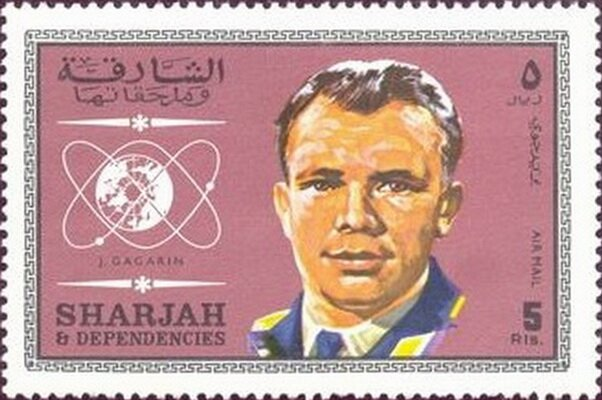
5 ريالات يوري جاجارين الاتحاد السوفيتي رائد فضاء
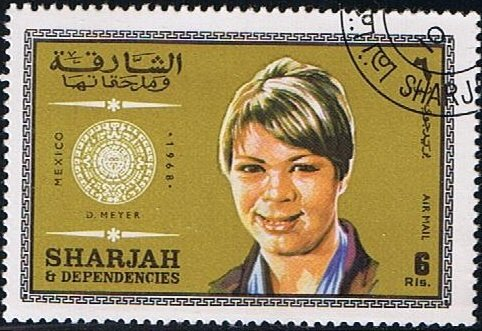
6 ريالات ديبي ماير الولايات المتحدة سباحة أولمبية

وكذلك توفر إصدار غير مخرم:
- 10 دراهم
جان كلود كيلي
 فرنسا
متسابق تزلج أولمبي
- 20 درهما
إدوارد هيغنز وايت
 الولايات المتحدة
رائد فضاء
- 25 درهما
روبير شومان
 فرنسا
سياسي ورئيس وزراء سابق
- 35 درهما
روجر بروس شافي
 الولايات المتحدة
رائد فضاء
- 50 درهما
وينستون تشرشل
 المملكة المتحدة
سياسي ورئيس وزراء سابق
- 60 درهما
فيرا تشاسلافسكا
 تشيكوسلوفاكيا
لاعبة جمباز

وكذلك مجموعة الطوابع المخصصة للبريد الجوي غير المخرمة:
- ريال واحد
دانيال موريلون
 فرنسا
متسابق دراجات
- ريالان
غوس غريسوم
 الولايات المتحدة
رائد فضاء
- 3 ريالات
كونراد أديناور
 ألمانيا
مستشار ألمانيا
- 4 ريالات
جون كينيدي
 الولايات المتحدة
رئيس سابق
- 5 ريالات
يوري جاجارين
 الاتحاد السوفيتي
رائد فضاء
- 6 ريالات
ديبي ماير
 الولايات المتحدة
سباحة أولمبية

وكذلك توفرت بطاقات تضم طابعا:

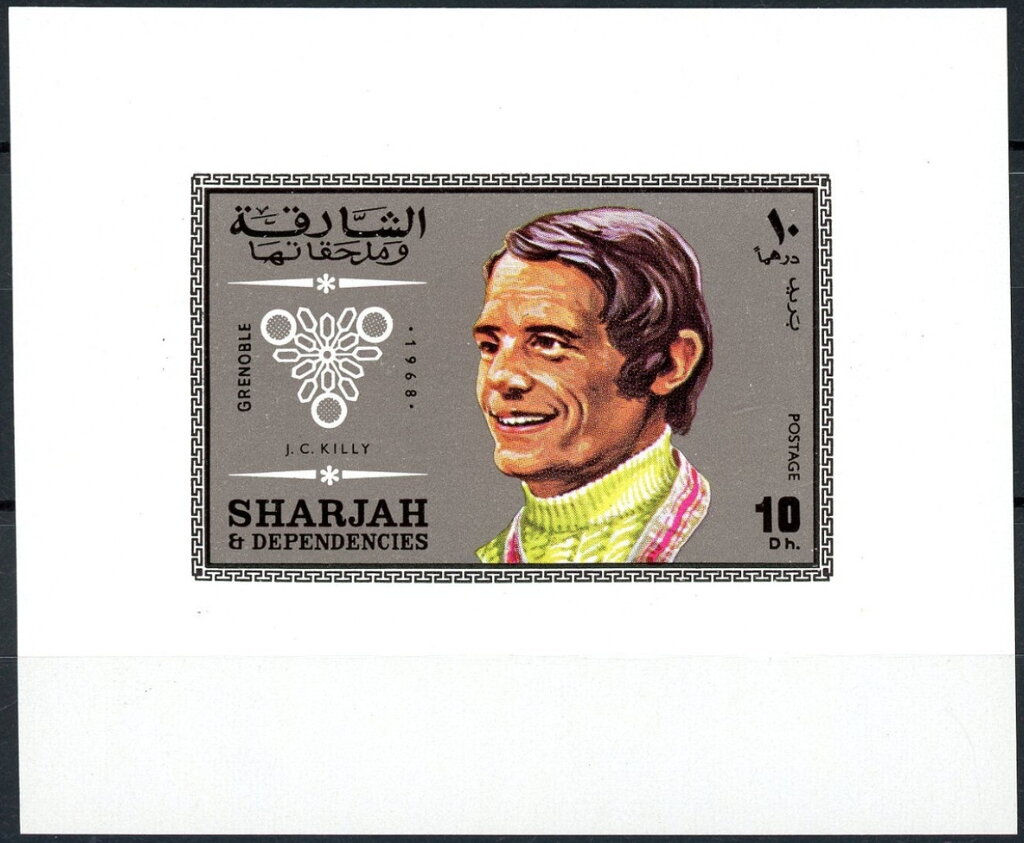
10 دراهم جان كلود كيلي فرنسا متسابق تزلج أولمبي
20 درهما إدوارد هيغنز وايت الولايات المتحدة رائد فضاء
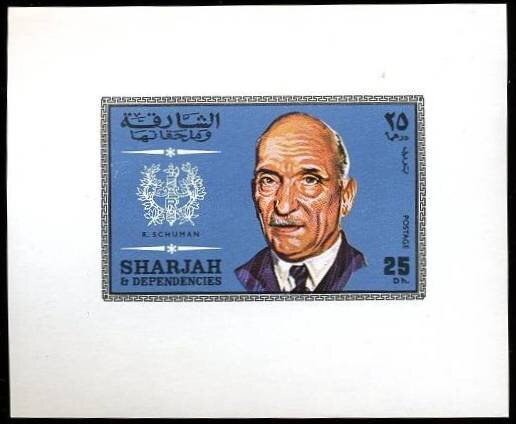
25 درهما روبير شومان فرنسا سياسي ورئيس وزراء سابق
35 درهما روجر بروس شافي الولايات المتحدة رائد فضاء
50 درهما وينستون تشرشل المملكة المتحدة سياسي ورئيس وزراء سابق
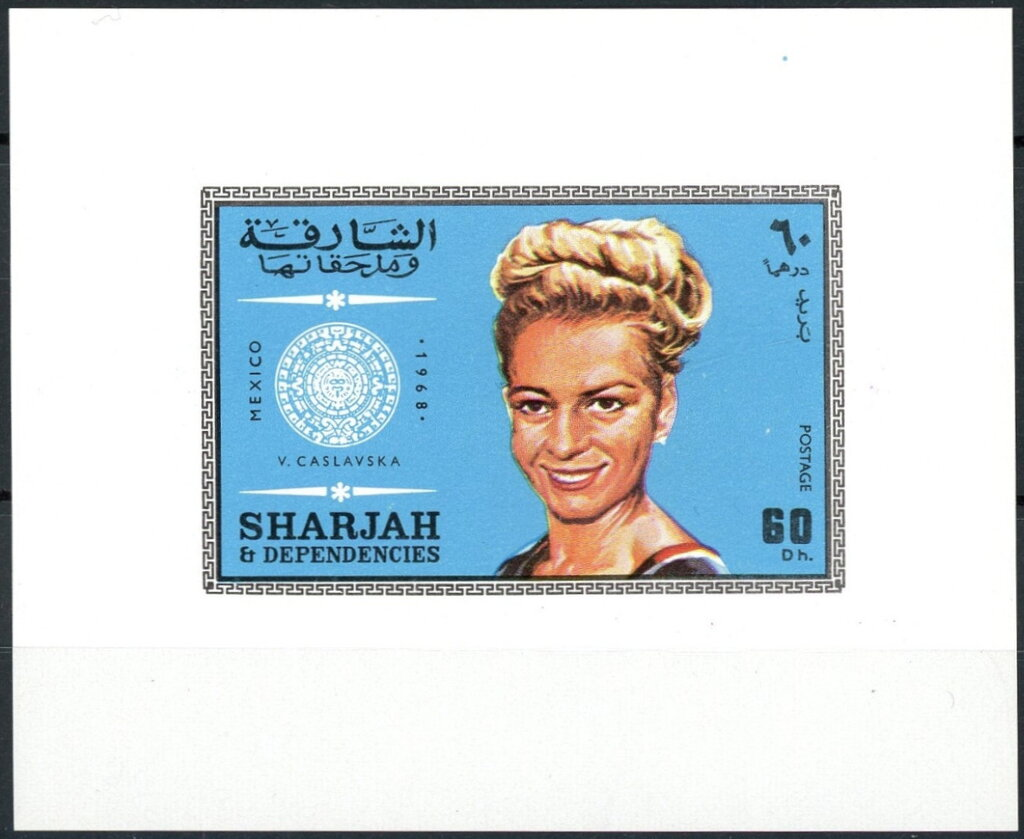
60 درهما فيرا تشاسلافسكا تشيكوسلوفاكيا لاعبة جمباز

وكذلك مجموعة بطاقات الطوابع المخصصة للبريد الجوي:

ريال واحد دانيال موريلون فرنسا متسابق دراجات
ريالان غوس غريسوم الولايات المتحدة رائد فضاء
كونراد أديناور ألمانيا مستشار ألمانيا
4 ريالات جون كينيدي الولايات المتحدة رئيس سابق
5 ريالات يوري جاجارين الاتحاد السوفيتي رائد فضاء
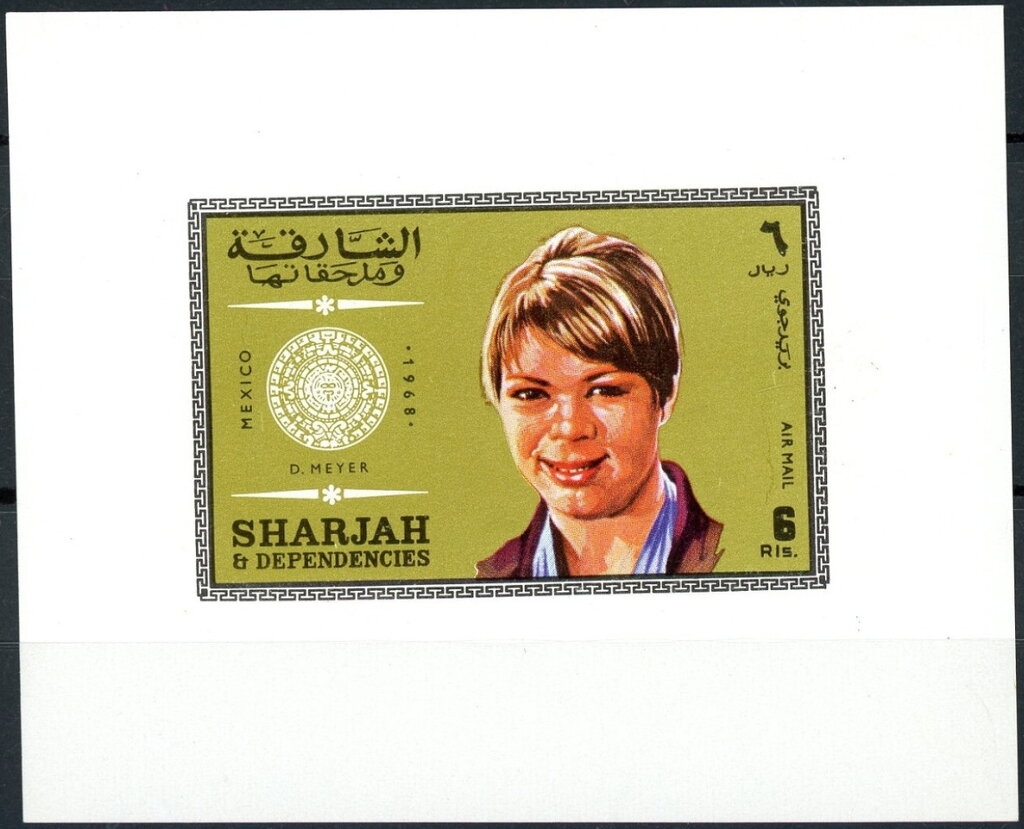
6 ريالات ديبي ماير الولايات المتحدة سباحة أولمبية

كما أصدرت بطاقات تذكارية تضم طوابع بقيمة 10 ريالات، وهذه صور الطوابع:
- غوس غريسوم
 الولايات المتحدة
رائد فضاء

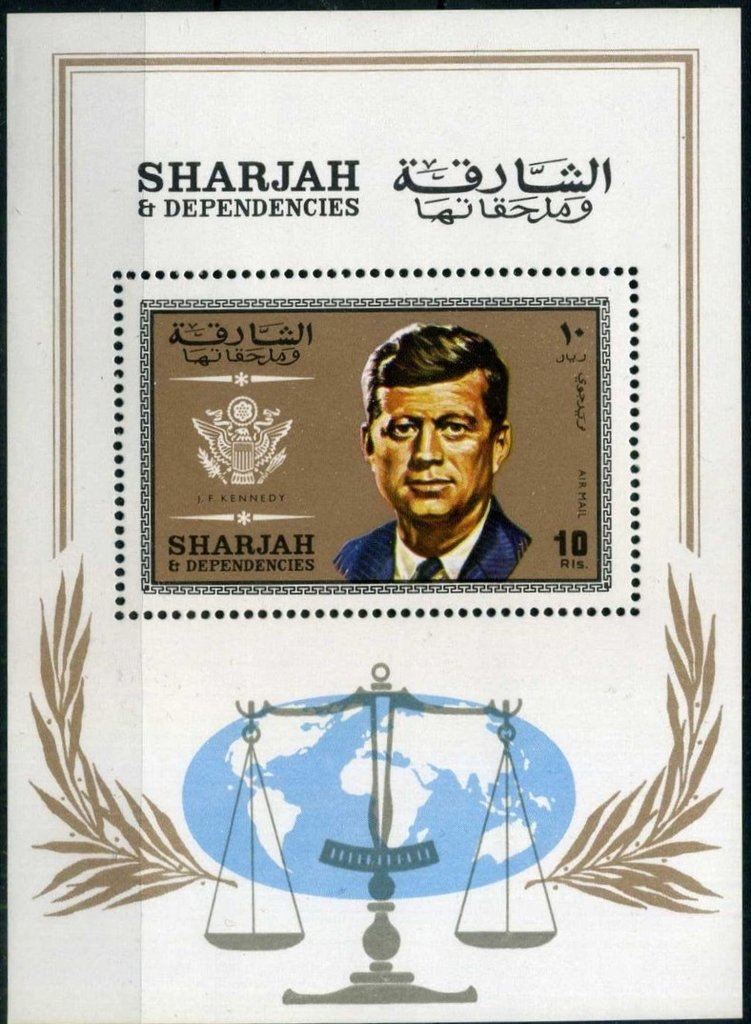
جون كينيدي الولايات المتحدة رئيس سابق
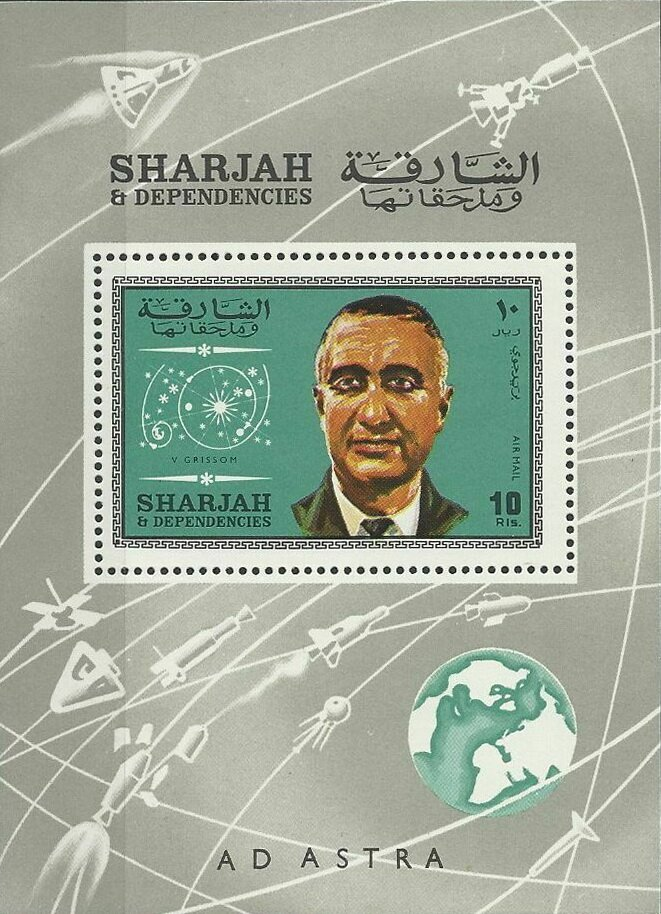
غوس غريسوم الولايات المتحدة رائد فضاء
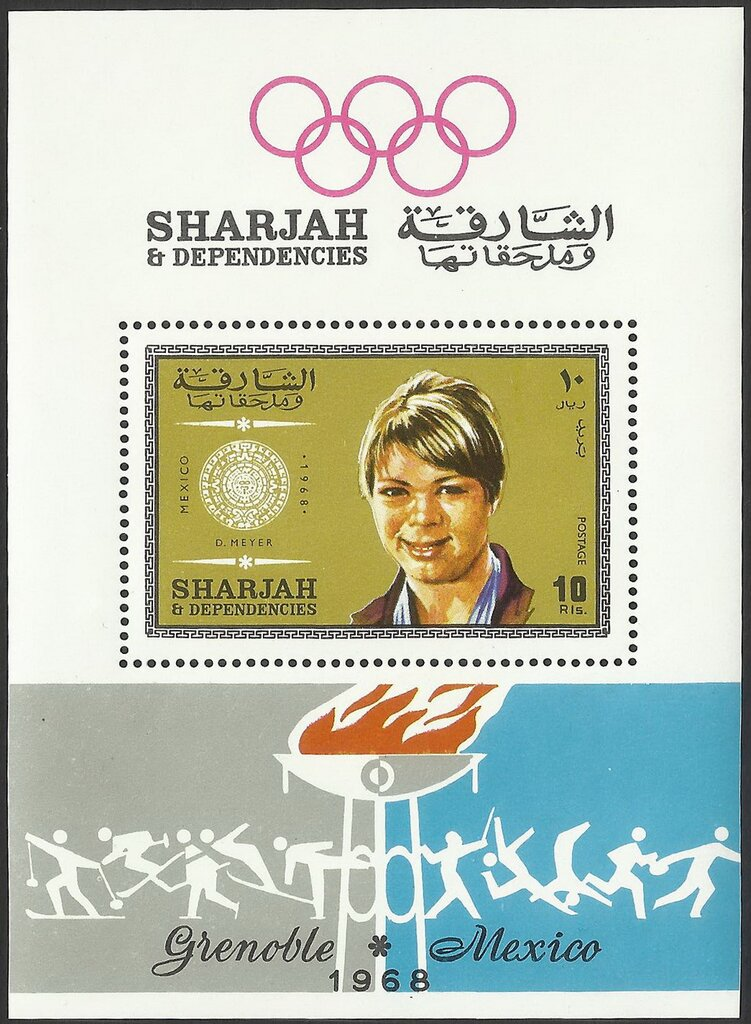
ديبي ماير الولايات المتحدة سباحة أولمبية

- ديبي ماير
 الولايات المتحدة
سباحة أولمبية

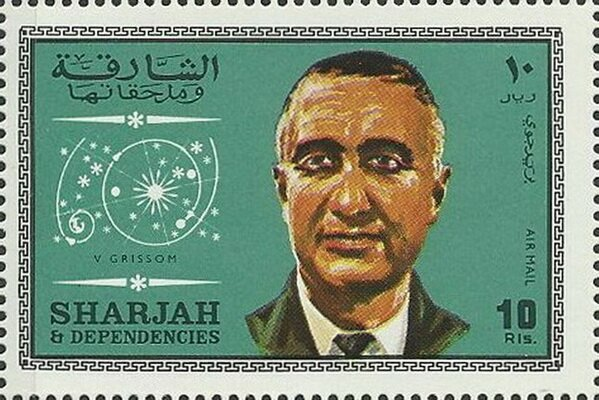
غوس غريسوم الولايات المتحدة رائد فضاء
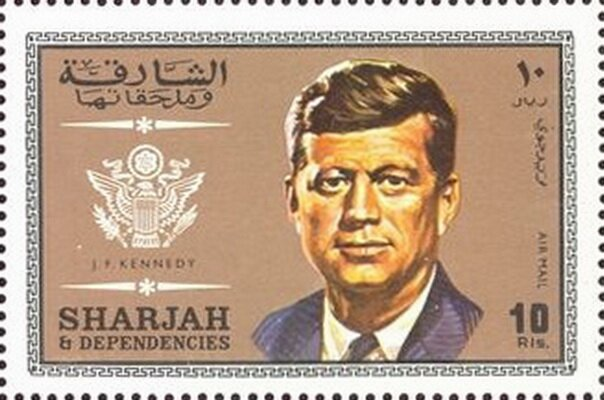
جون كينيدي الولايات المتحدة رئيس سابق
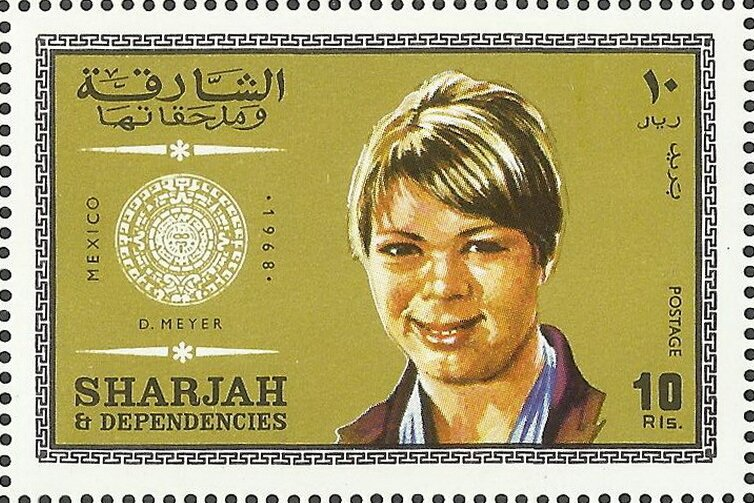
ديبي ماير الولايات المتحدة سباحة أولمبية

وكذلك توفرت نسخة غير مخرمة من الطوابع:

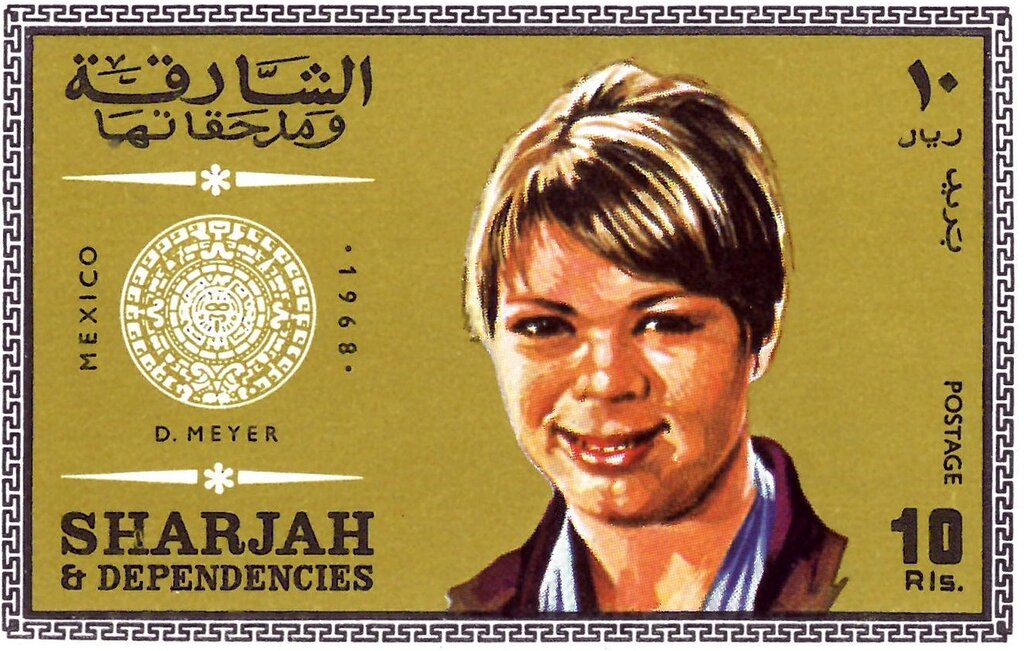
ديبي ماير الولايات المتحدة سباحة أولمبية

أما البطاقات فمنها المخرمة:
- جون كينيدي
 الولايات المتحدة
رئيس سابق
- غوس غريسوم
 الولايات المتحدة
رائد فضاء
- ديبي ماير
 الولايات المتحدة
سباحة أولمبية

وكذلك غير المخرمة:

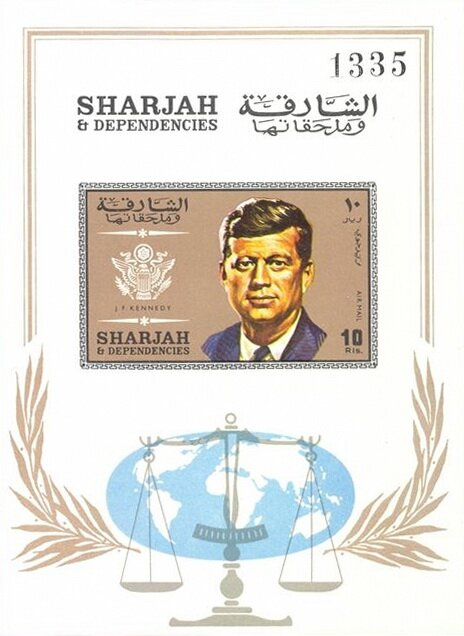
جون كينيدي الولايات المتحدة رئيس سابق
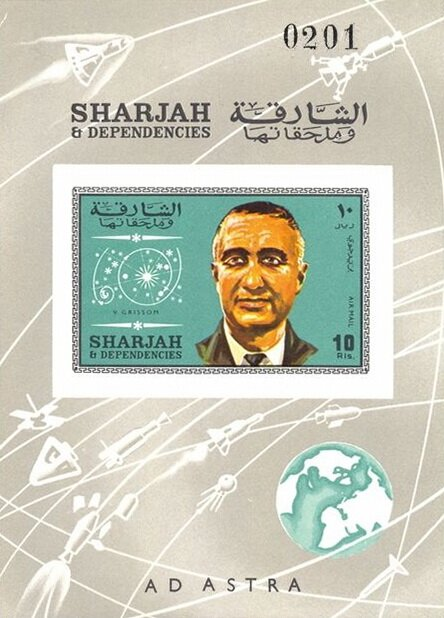
غوس غريسوم الولايات المتحدة رائد فضاء
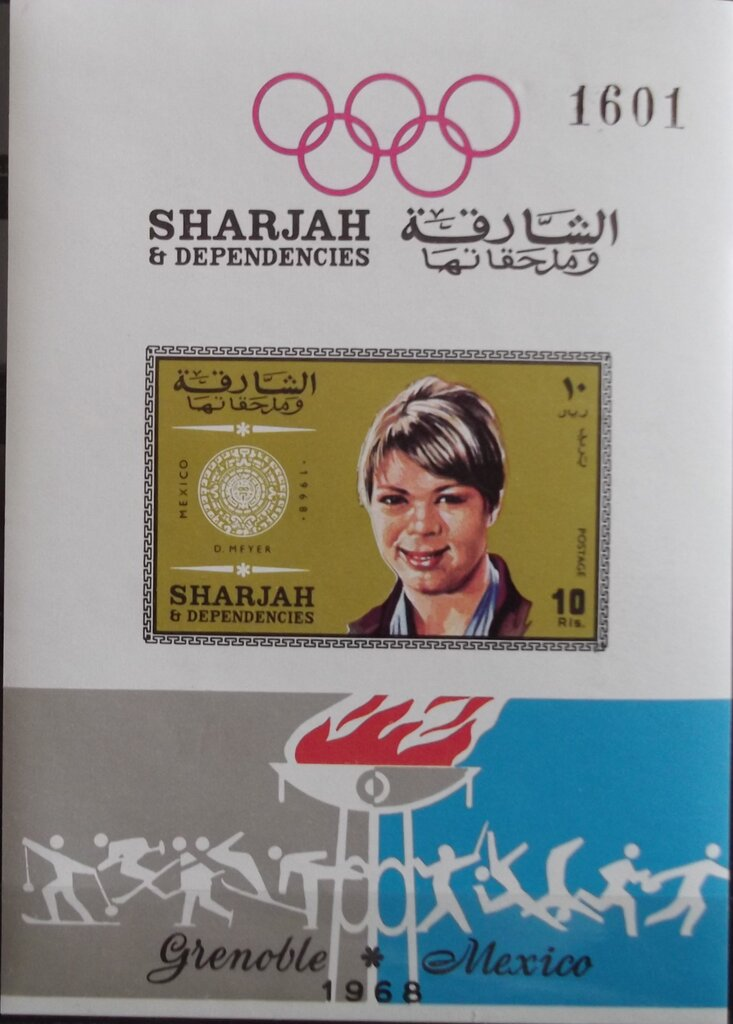
ديبي ماير الولايات المتحدة سباحة أولمبية

وكذلك توفرت طوابع وبطاقات مذهبة، فمنها المخرمة (حواف متعرجة محاكية للتخريم تتيح اقتطاع الطابع):

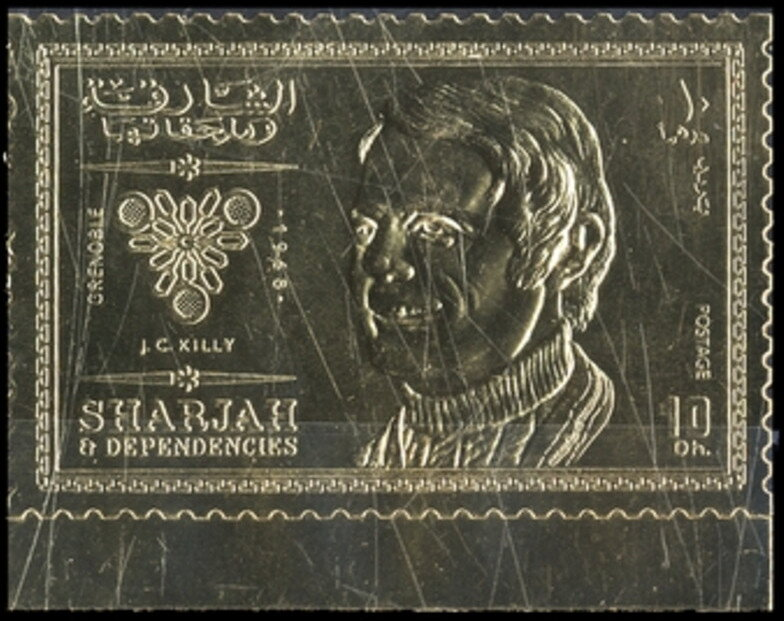
10 دراهم جان كلود كيلي فرنسا متسابق تزلج أولمبي
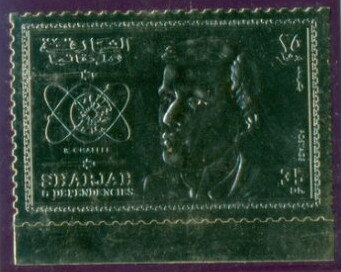
25 درهما روجر بروس شافي الولايات المتحدة رائد فضاء
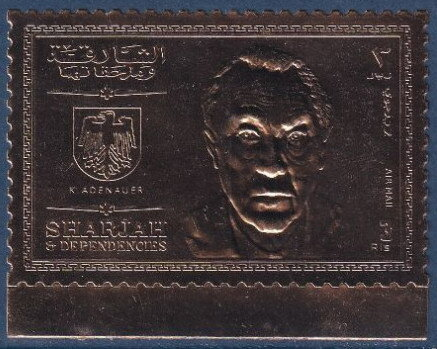
3 ريالات كونراد أديناور ألمانيا مستشار ألمانيا

أو غير مخرمة:
- 10 دراهم
جان كلود كيلي
 فرنسا
متسابق تزلج أولمبي
- 25 درهما
روجر بروس شافي
 الولايات المتحدة
رائد فضاء
- 3 ريالات
كونراد أديناور
 ألمانيا
مستشار ألمانيا

وكذلك بطاقات:
- 10 دراهم
جان كلود كيلي
 فرنسا
متسابق تزلج أولمبي
- 25 درهما
روجر بروس شافي
 الولايات المتحدة
رائد فضاء
- 3 ريالات
كونراد أديناور
 ألمانيا
مستشار ألمانيا

## إصدار وسام الاستحقاق في مجال الفضاء الجوي
في 10 أغسطس 1969، أصدر طابع مذهب يحمل صورة وسام الاستحقاق في مجال الفضاء الجوي:
وهذه صحيفة تضم 6 طوابع:
وكذلك توفرت نسخة طابع غير مخرم:

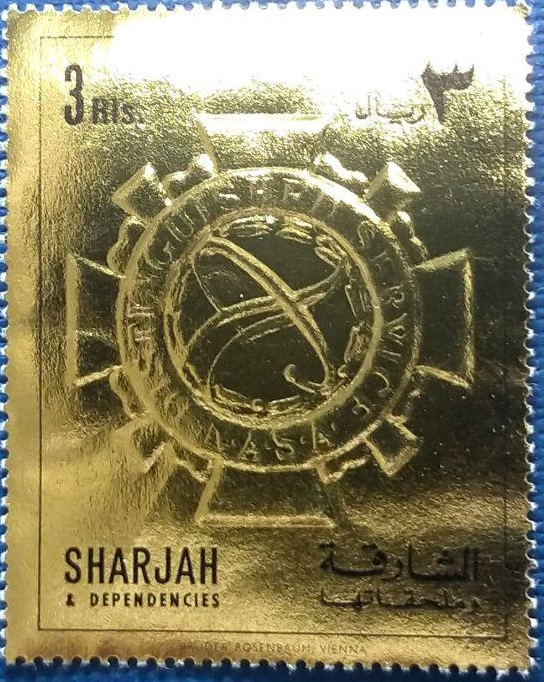
طابع بقيمة 3 ريالات

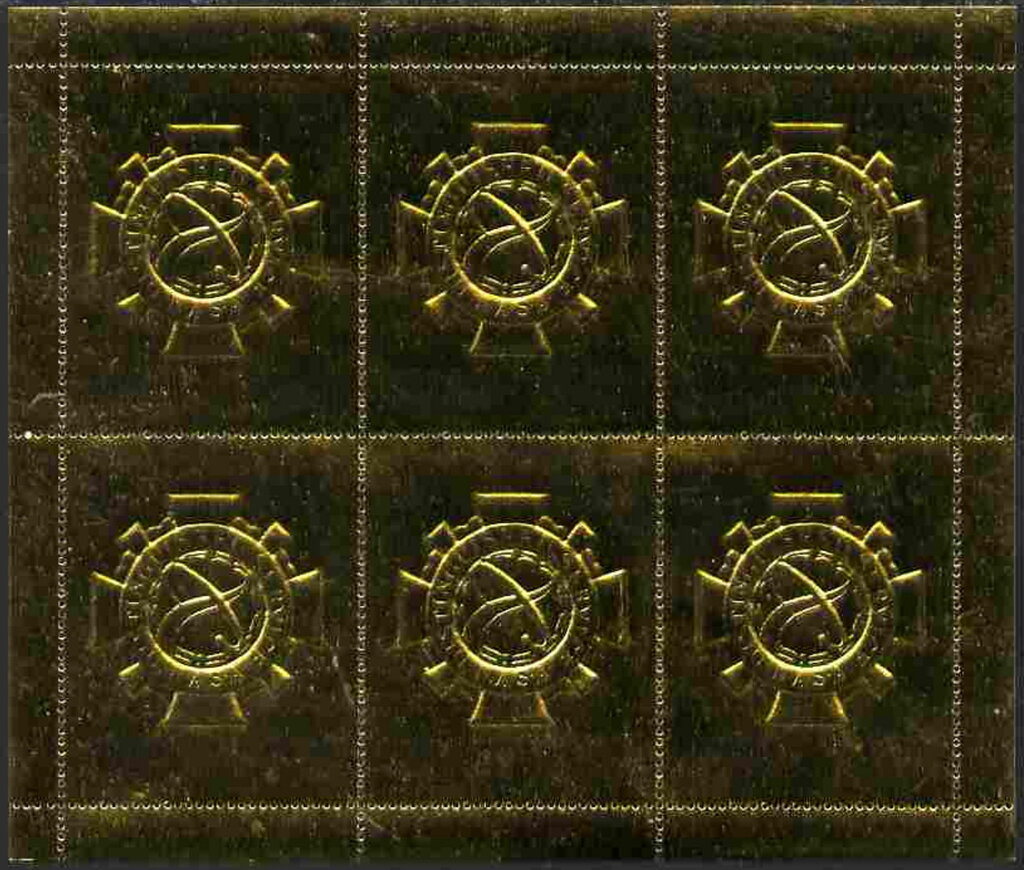
طابع بقيمة 3 ريالات

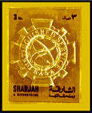
طابع بقيمة 3 ريالات

كذلك أصدرت بطاقات تذكارية مع اختلاف في بعض الألوان والتفاصيل أو صورة الشخص الظاهر على البطاقة، ومذكور على البطاقة أن قيمة البيع 4 ريالات:

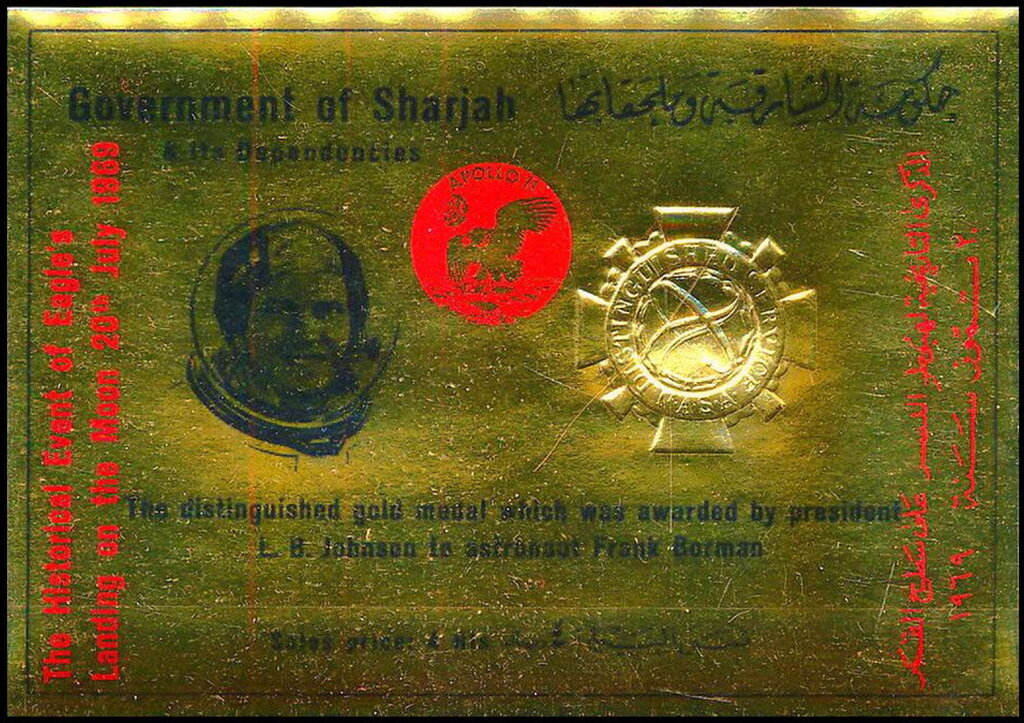
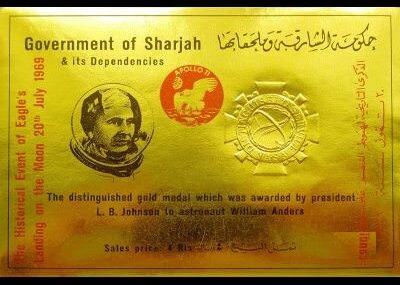
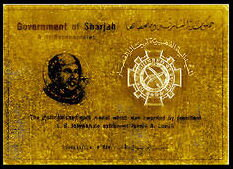
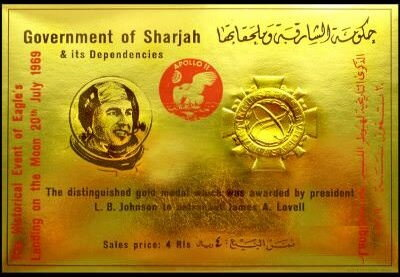

## إصدار الهبوط على القمر - أبولو 11
في 31 أكتوبر 1969، أصدرت الطوابع التالية التي تحتفي ببعثة أبولو 11 والهبوط على القمر:

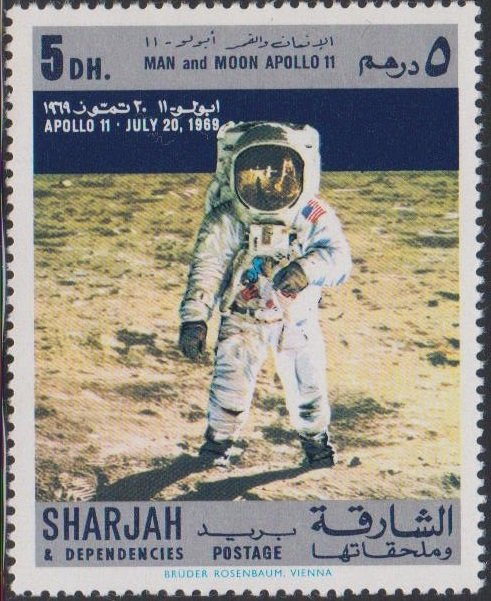
5 دراهم
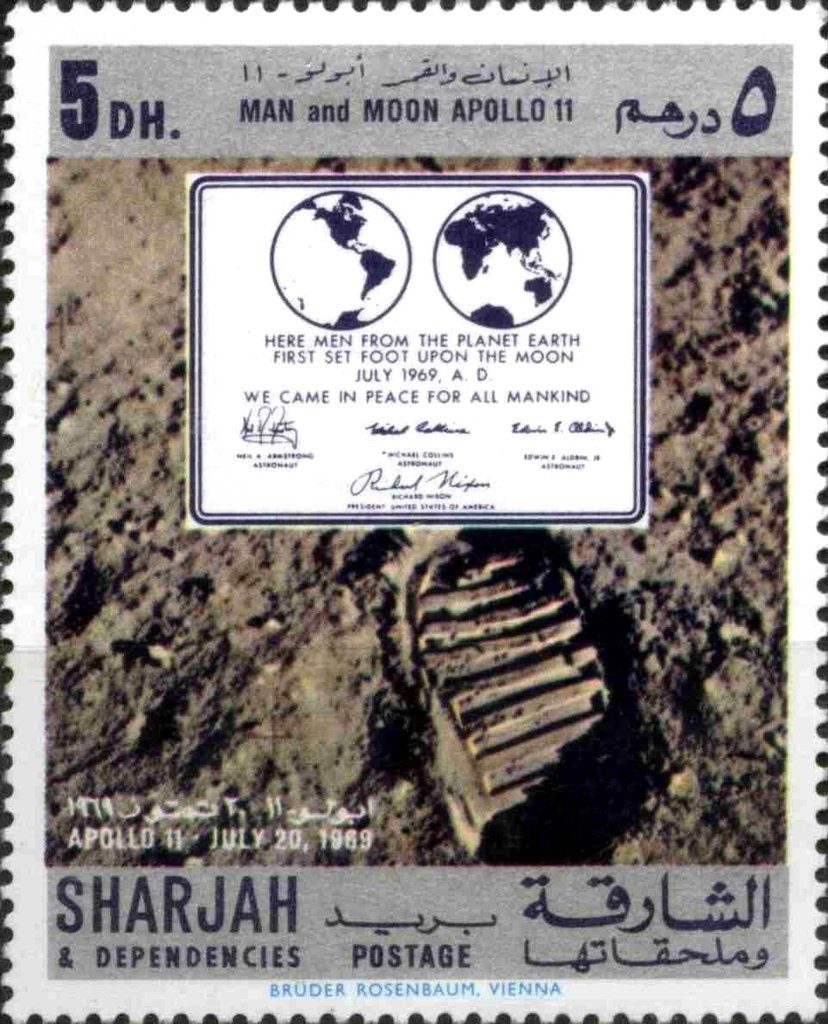
5 دراهم
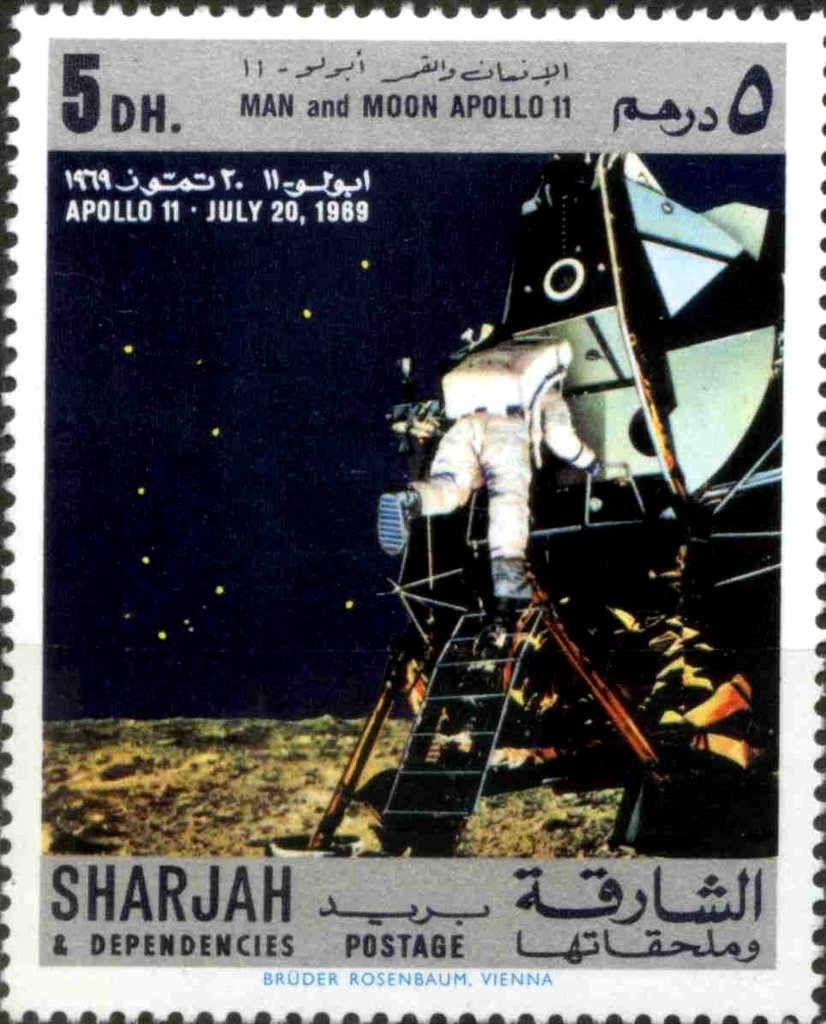
5 دراهم
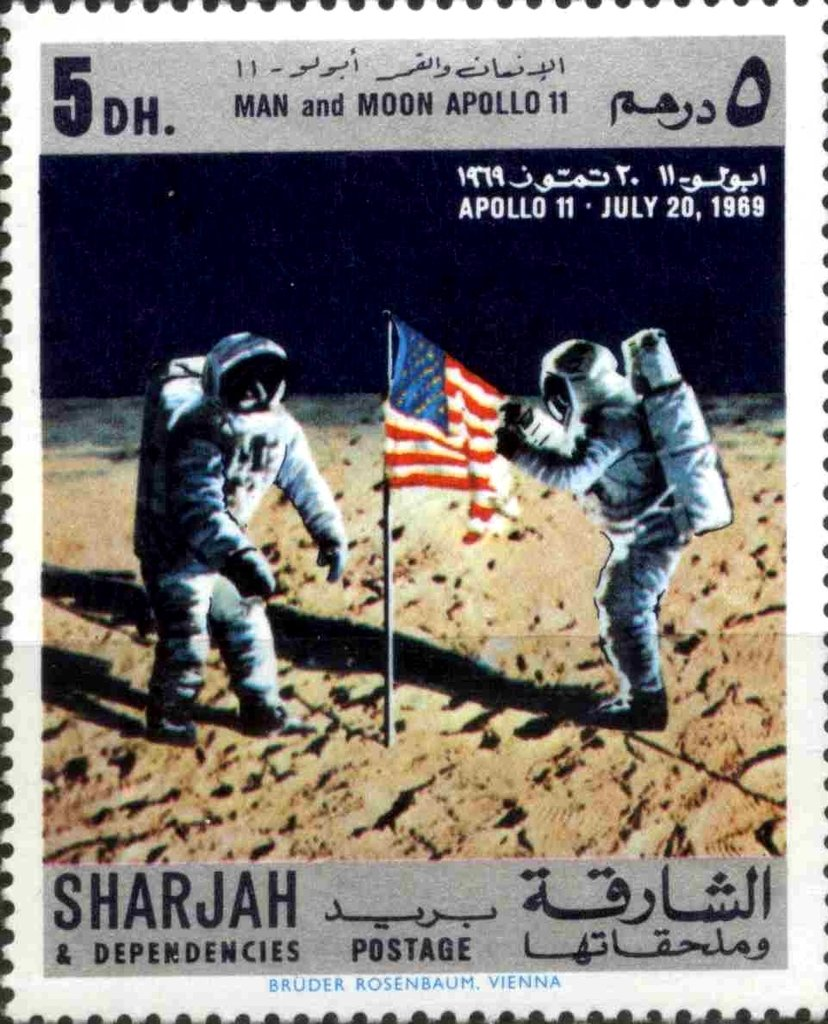
5 دراهم
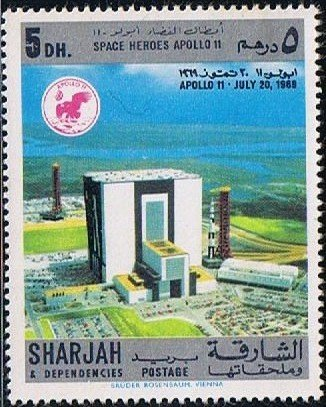
5 دراهم
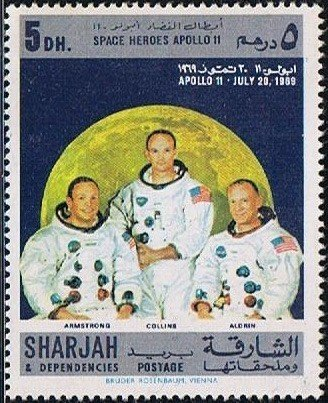
5 دراهم
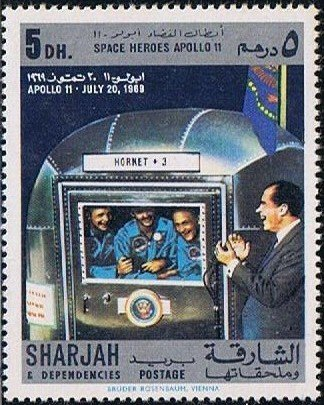
5 دراهم
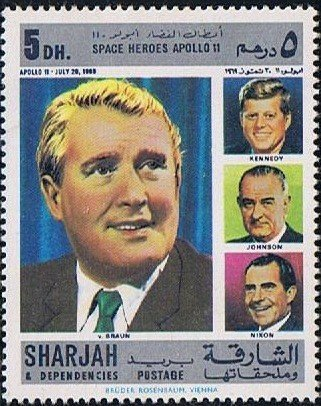
5 دراهم

وتذكر فهارس الطوابع وجود نسخ غير مخرمة منها هذه الطوابع.
وكذلك أصدرت طوابع مخصصة للبريد الجوي:

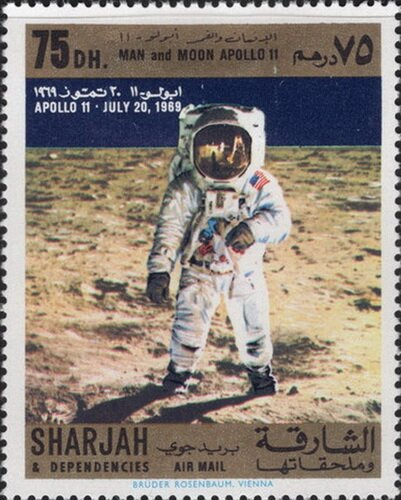
75 درهما
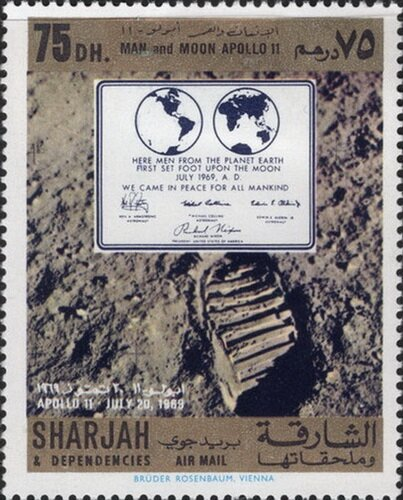
75 درهما
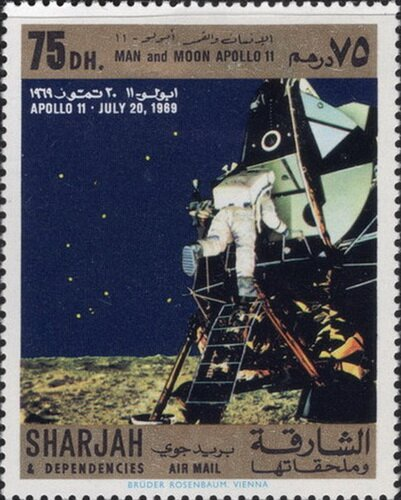
75 درهما
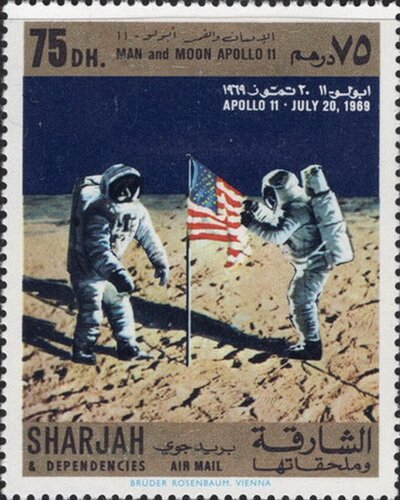
75 درهما
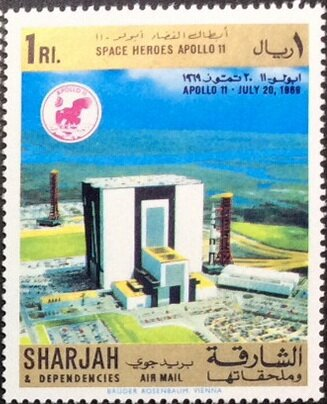
ريال واحد
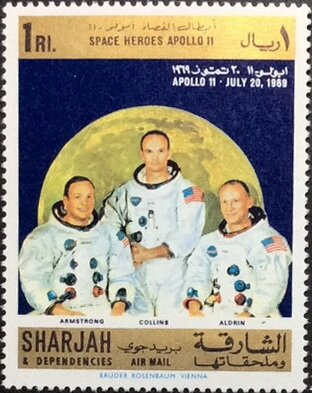
ريال واحد
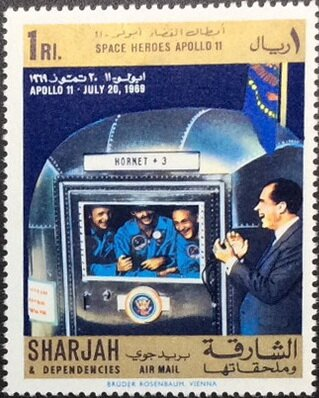
ريال واحد
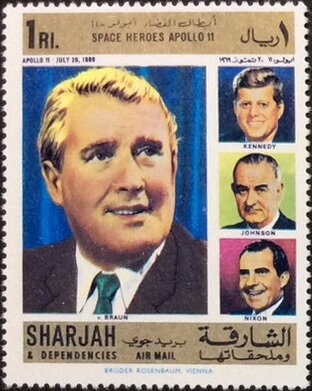
ريال واحد

وتوفر منها إصدار غير مخرم:

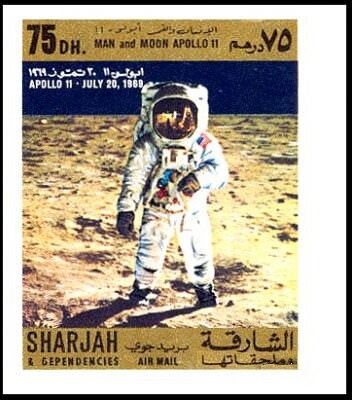
75 درهما
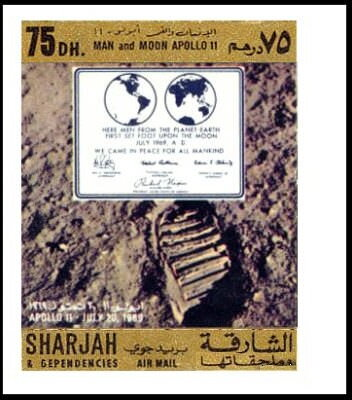
75 درهما
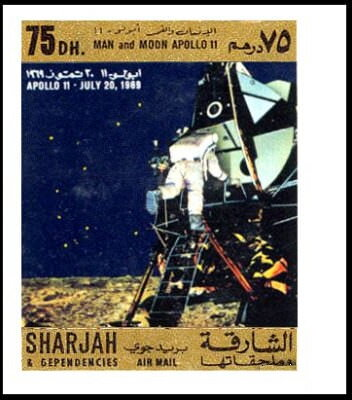
75 درهما
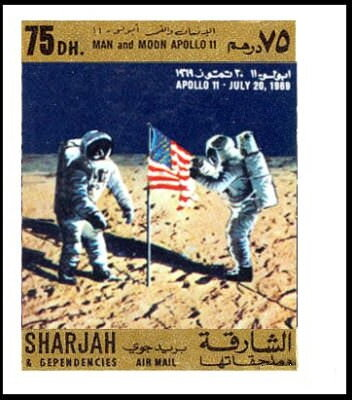
75 درهما
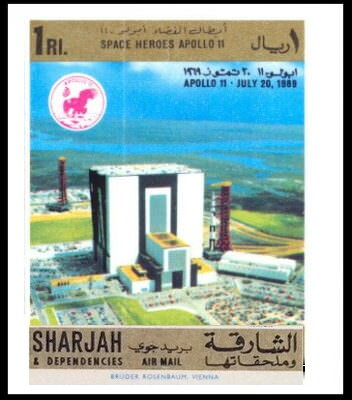
ريال واحد
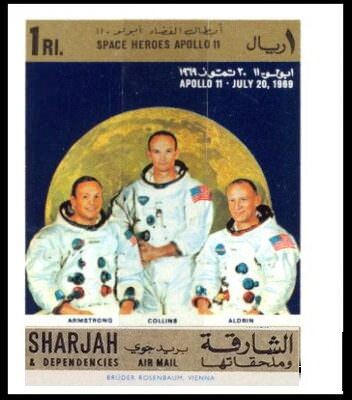
ريال واحد
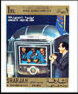
ريال واحد
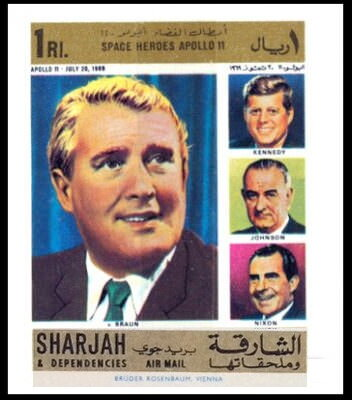
ريال واحد

كذلك أصدرت بطاقتان تذكاريتان:

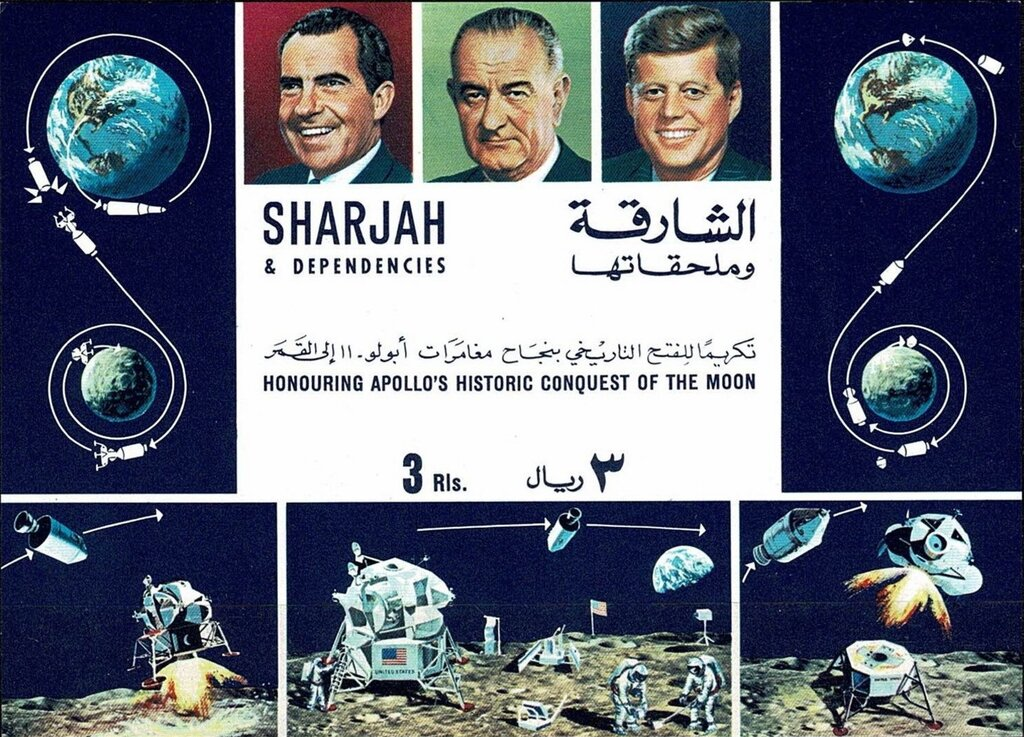
بطاقة تذكارية بقيمة 3 ريالات.

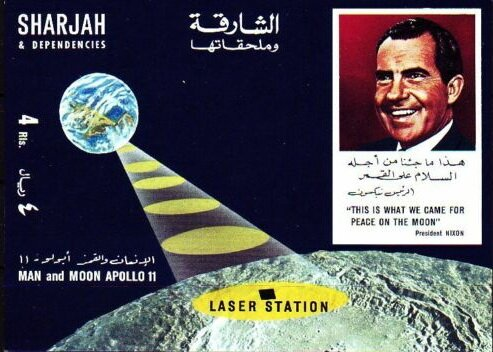
بطاقة تذكارية بقيمة 4 ريالات.

كما أصدر طابع مذهب بقيمة 3 ريالات يحمل شعار أبولو 11:

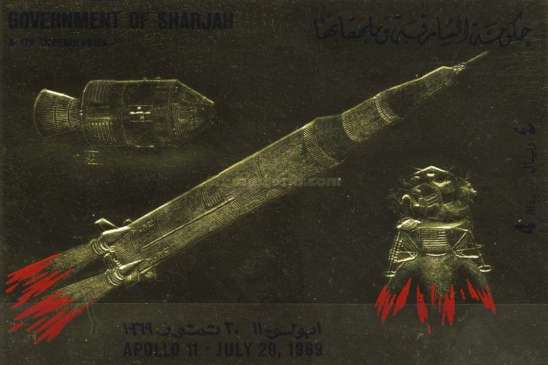
بطاقة تذكارية مذهبة بقيمة 4 ريالات.

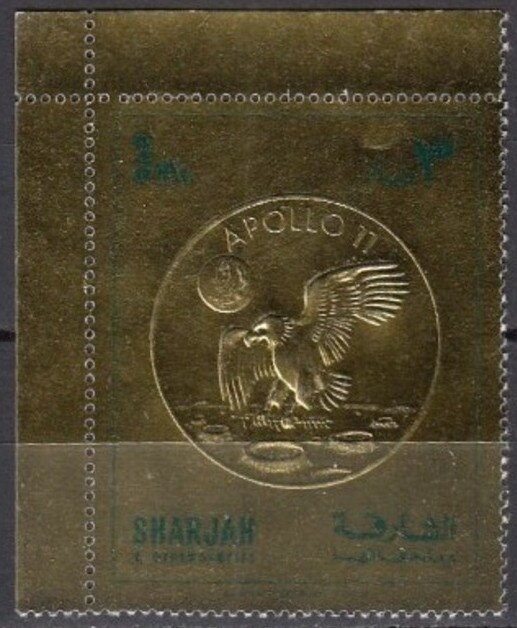
طابع مخرم
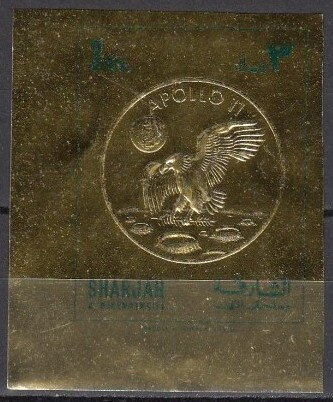
طابع غير مخرم

كذلك أصدرت بطاقة تذكارية مذهبة:

## إصدار السفن (يوم البريد)
في ديسمبر 1969، أصدرت الطوابع التالية التي تحمل صور سفن مع شعار "يوم البريد"، وكانت الطوابع بقيمة 5 دراهم:
- فرقاطة الأسد الأحمر[الألمانية]

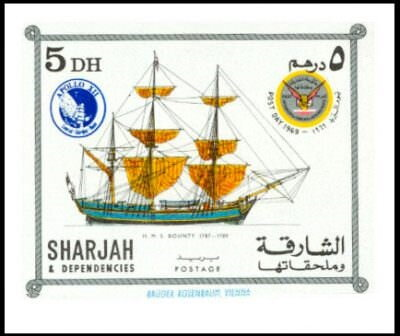
سفينة باونتي
- سفينة سيادة البحارة الإنجليزية[الإنجليزية]
- سفينة إتش إم إس فيكتوري
- سفينة المايفلاور
- سفينة يو إس إس كونستيتيوشن
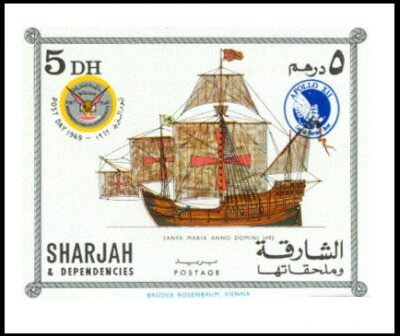
سفينة سانتا ماريا
- سفينة فريدريش فيلهلم زو بفردي[الألمانية]

وكذلك تذكر فهارس الطوابع توفر إصدار غير مخرم من هذه الطوابع.
كذلك أصدرت طوابع مخصصة للبريد الجوي، وكانت بقيمة 90 درهما، لكن صورها غير متاحة، كذلك توفر إصدار غير مخرم من طوابع البريد الجوي:

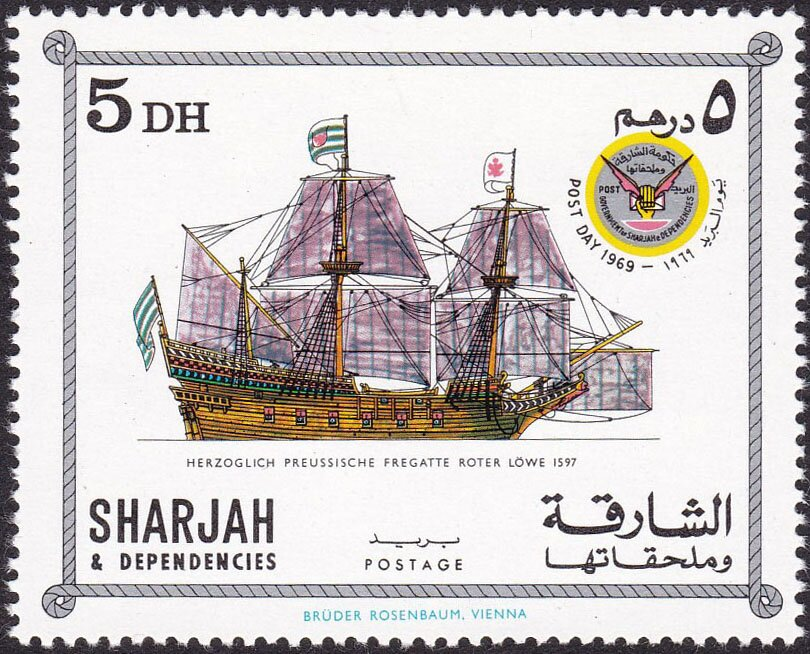
فرقاطة الأسد الأحمر[الألمانية]
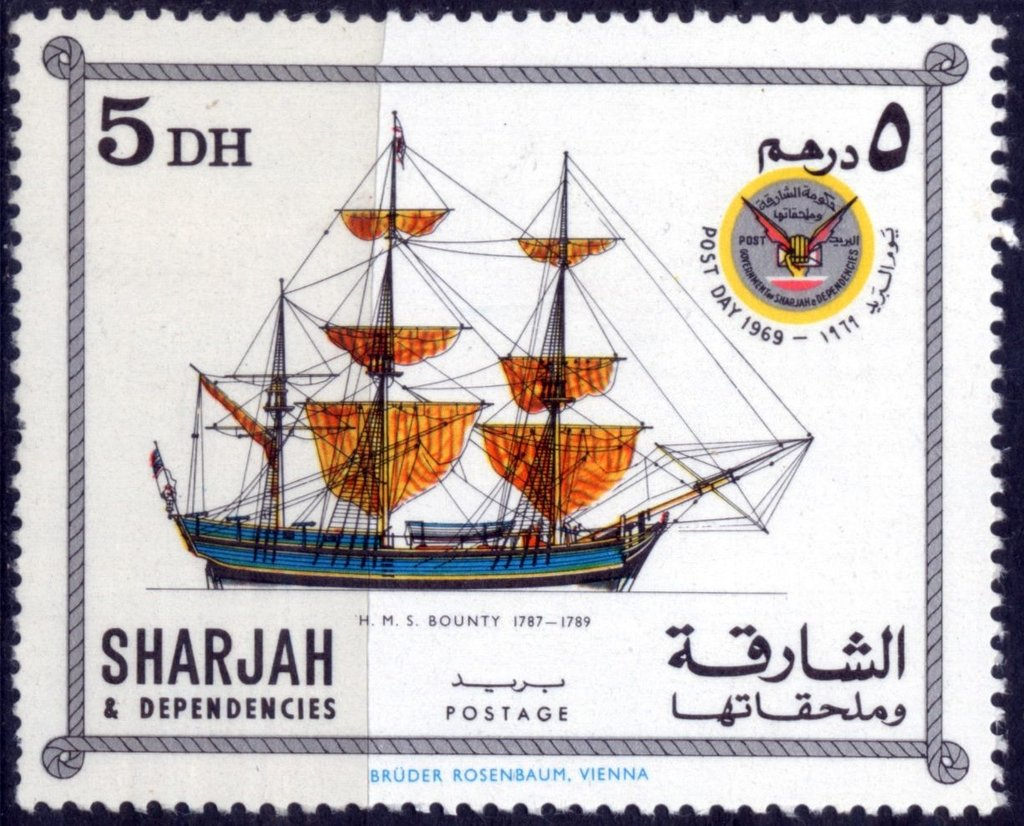
سفينة باونتي
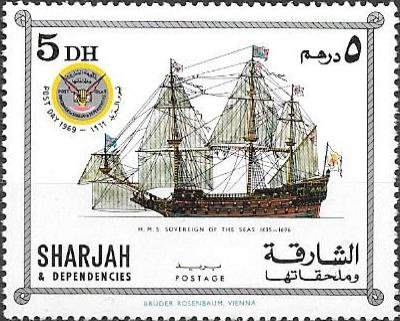
سفينة سيادة البحارة الإنجليزية[الإنجليزية]
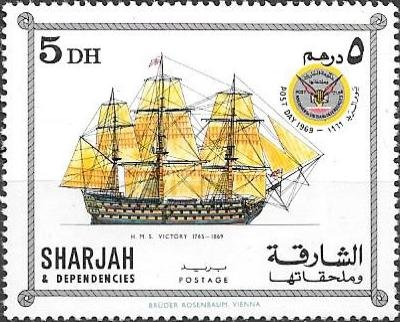
سفينة إتش إم إس فيكتوري
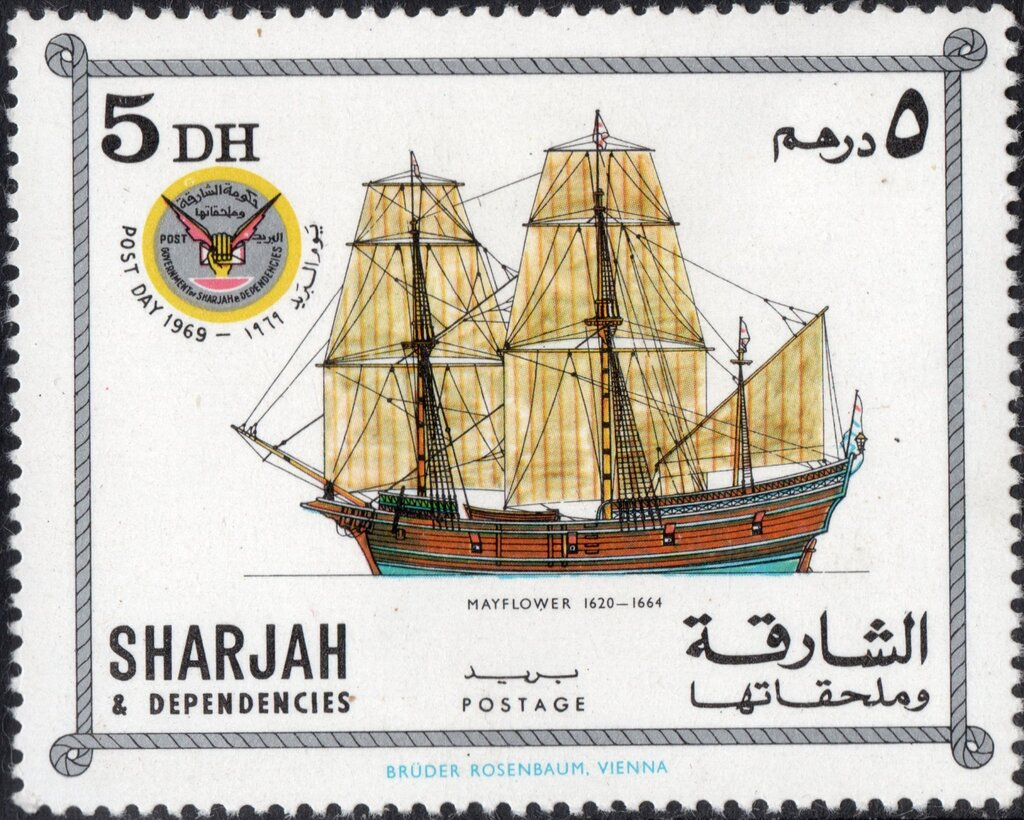
سفينة المايفلاور
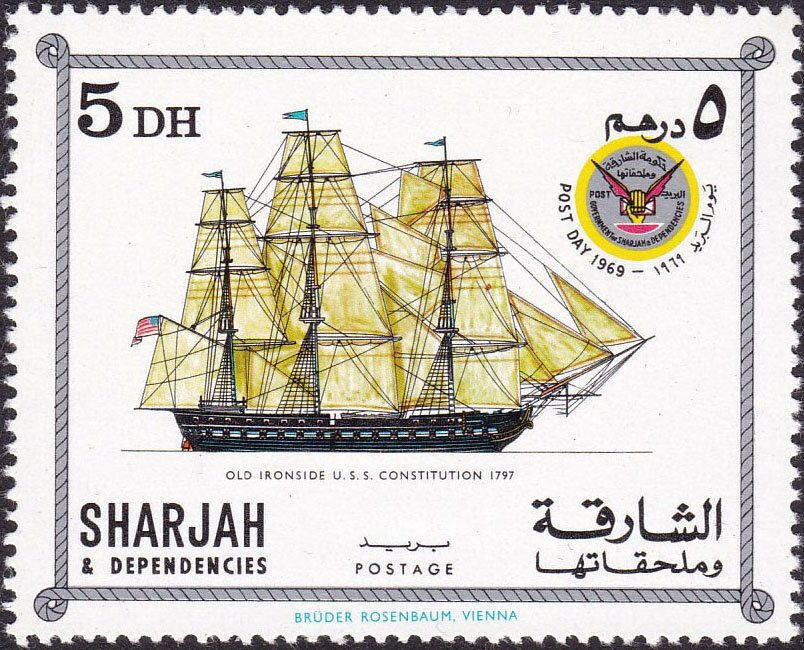
سفينة يو إس إس كونستيتيوشن
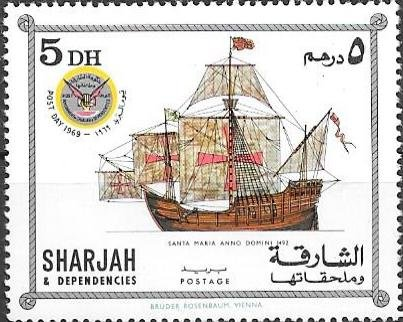
سفينة سانتا ماريا
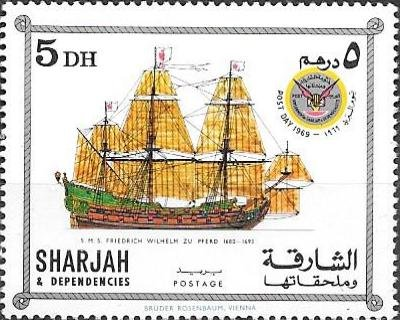
سفينة فريدريش فيلهلم زو بفردي[الألمانية]

كما أصدرت بطاقة تذكارية بقيمة 3 ريالات:

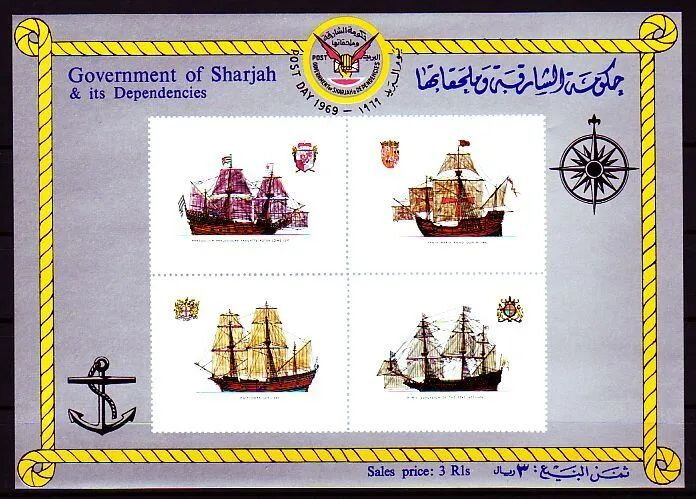
بطاقة تذكارية بقيمة 3 ريالات.

### توشيح الطوابع بختم أبولو 12
وفي 18 ديسمبر 1969، أصدرت ذات طوابع السفن مع توشيح بختم يحتفي بانطلاق بعثة أبولو 12:

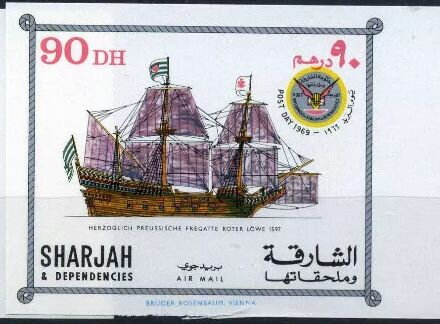
سفينة فريدريش فيلهلم زو بفردي[الألمانية]
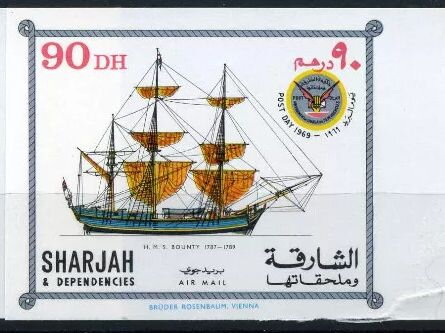
سفينة باونتي
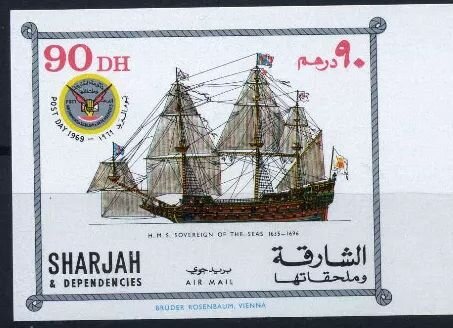
سفينة سيادة البحارة الإنجليزية[الإنجليزية]
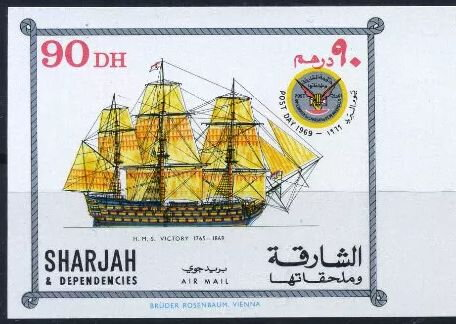
سفينة إتش إم إس فيكتوري
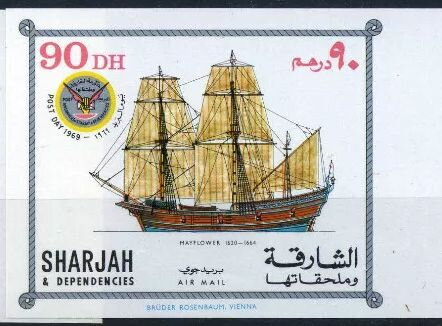
سفينة المايفلاور
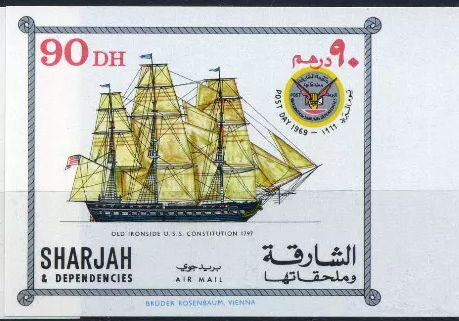
سفينة يو إس إس كونستيتيوشن
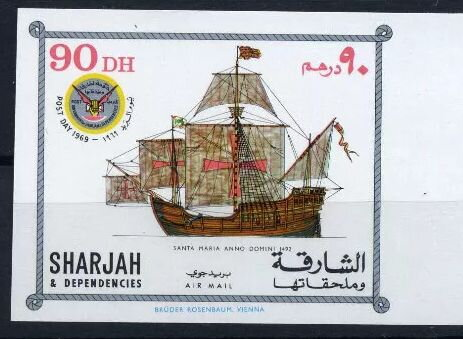
فرقاطة الأسد الأحمر[الألمانية]
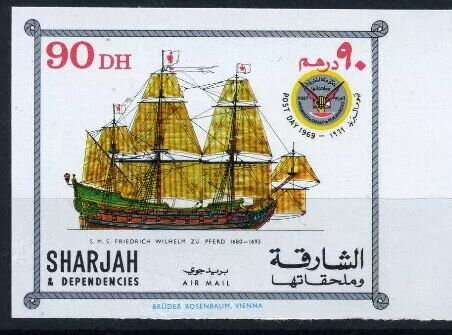
سفينة سانتا ماريا

وكذلك توفرت منها نسخة غير مخرمة، وهذه من أمثلتها:

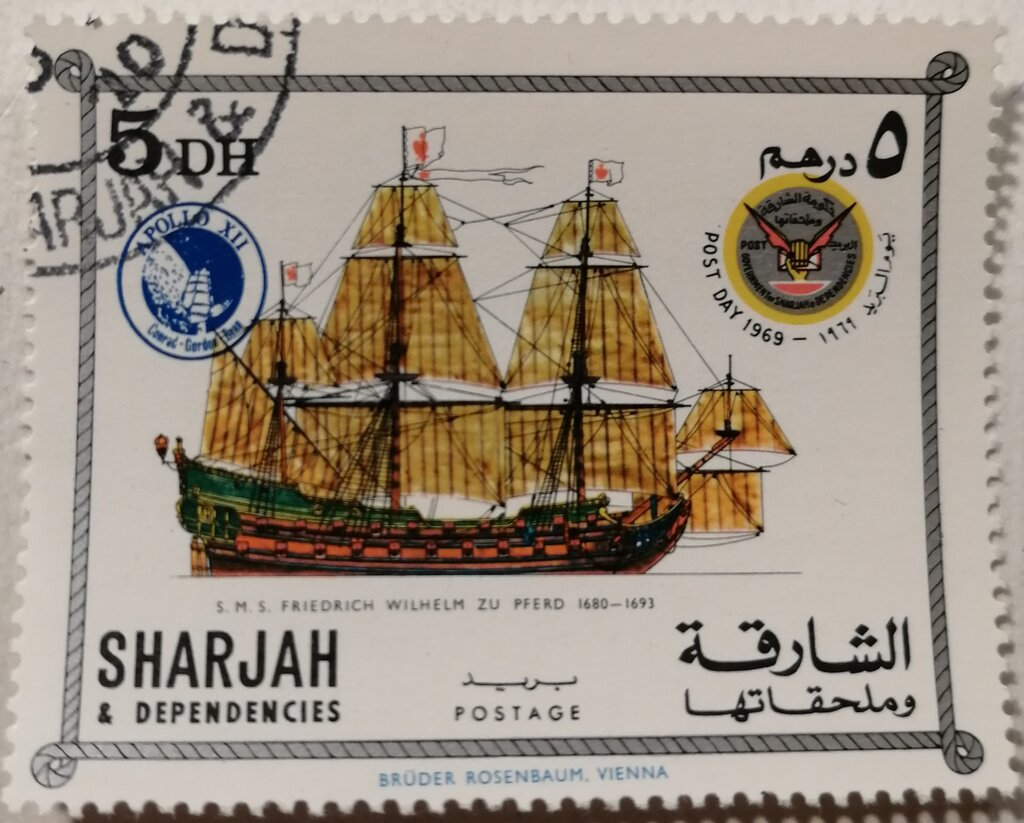
سفينة فريدريش فيلهلم زو بفردي
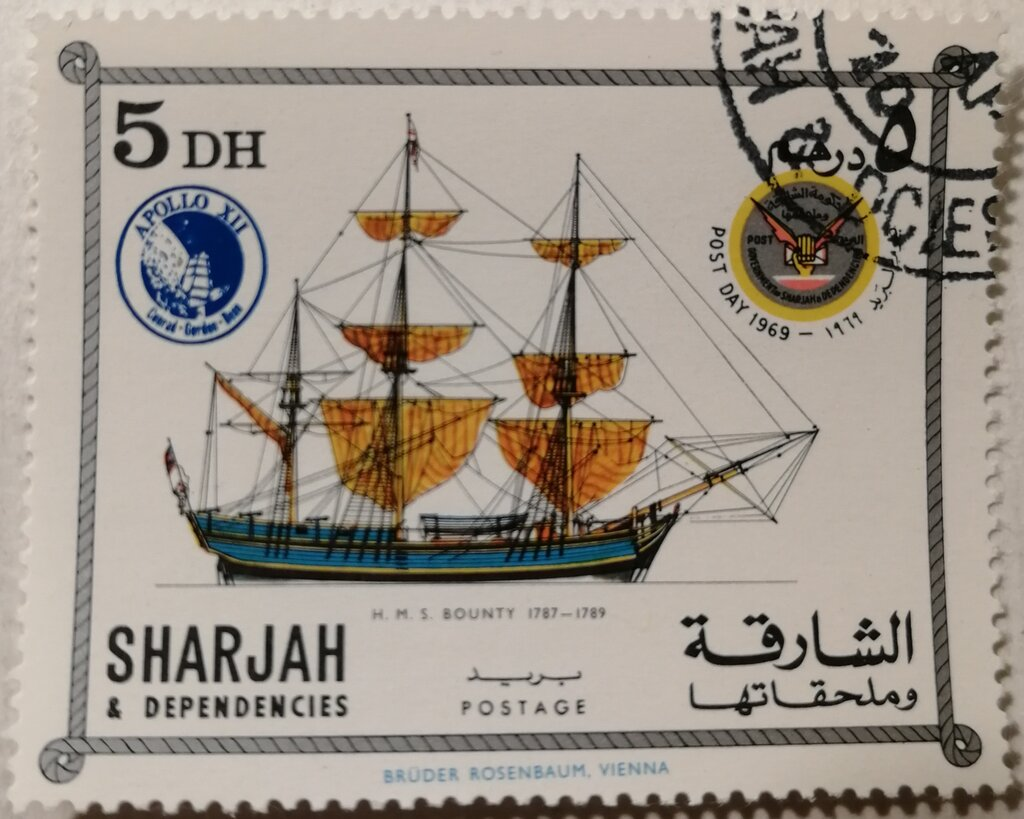
سفينة باونتي
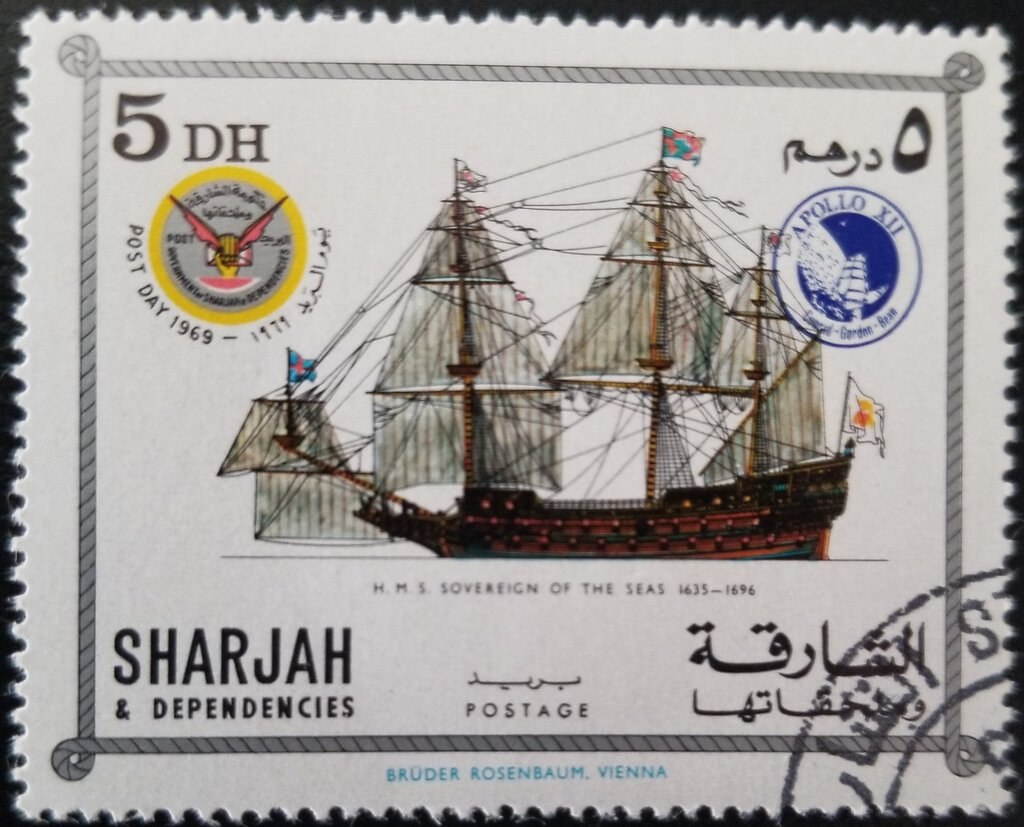
سفينة سيادة البحارة الإنجليزية
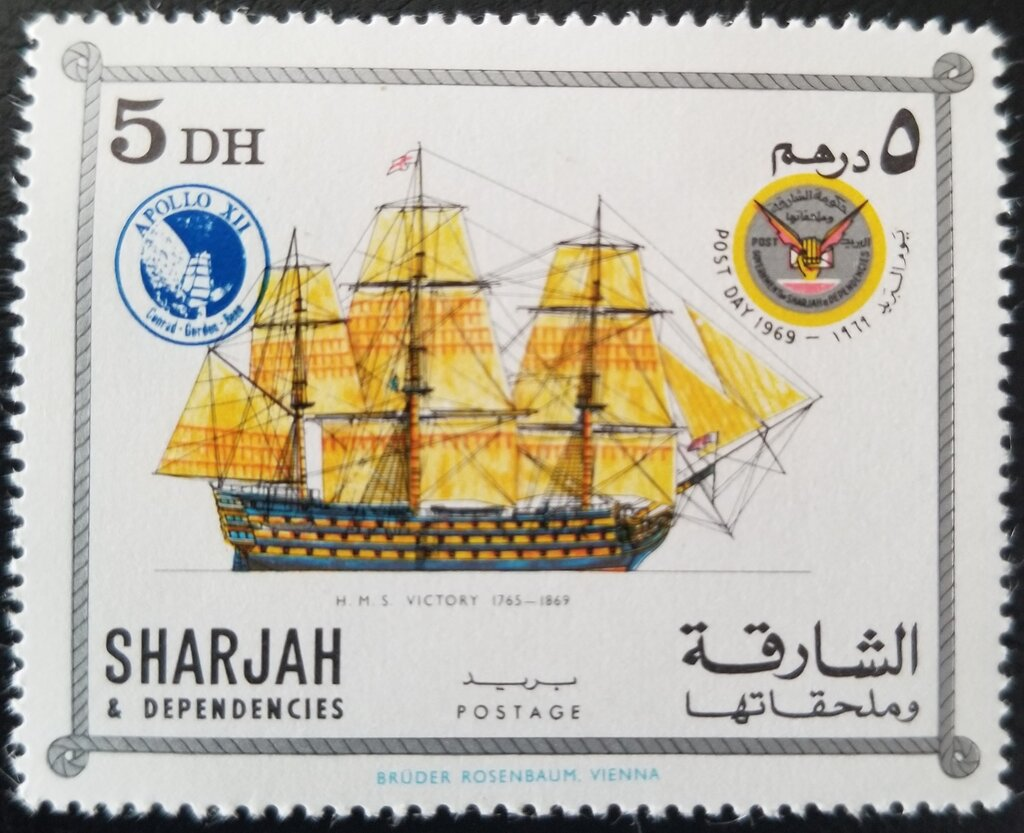
سفينة إتش إم إس فيكتوري
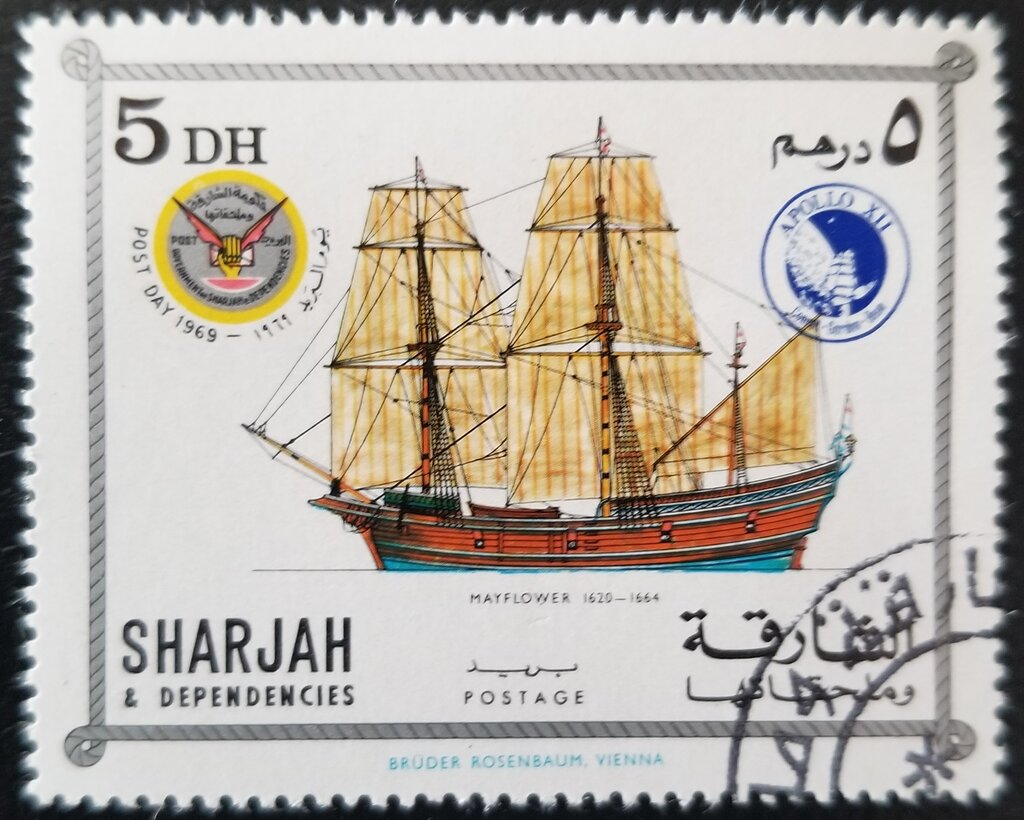
سفينة سانتا ماريا
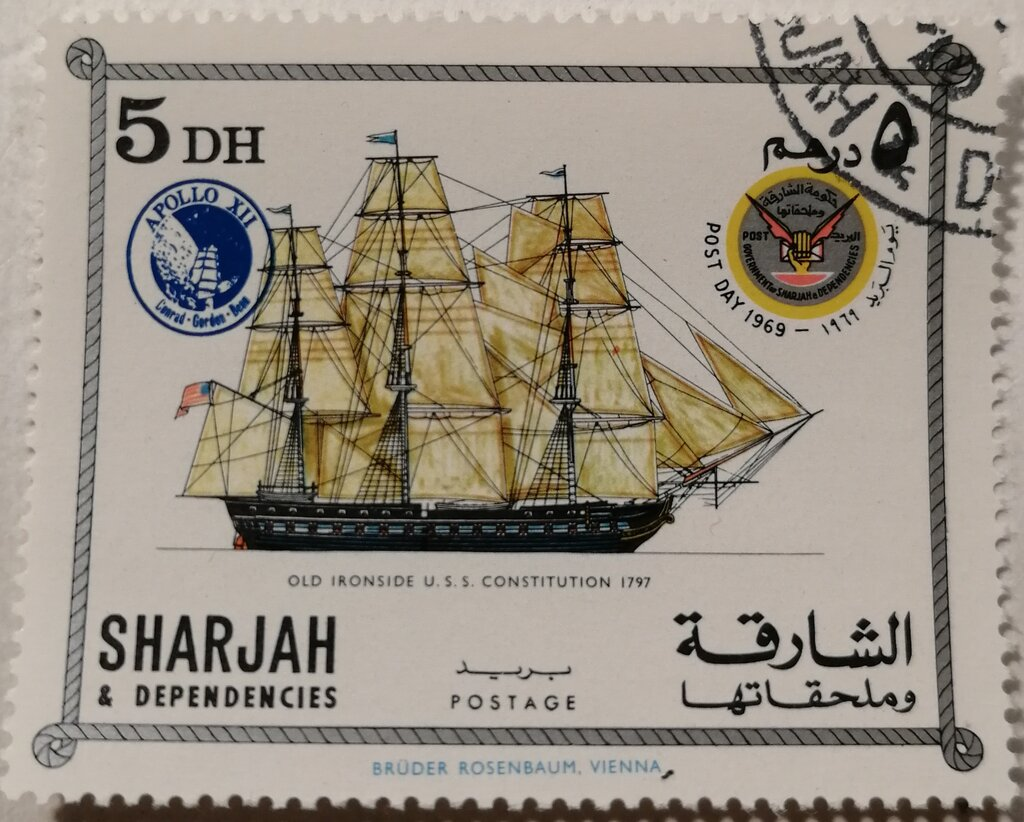
سفينة يو إس إس كونستيتيوشن
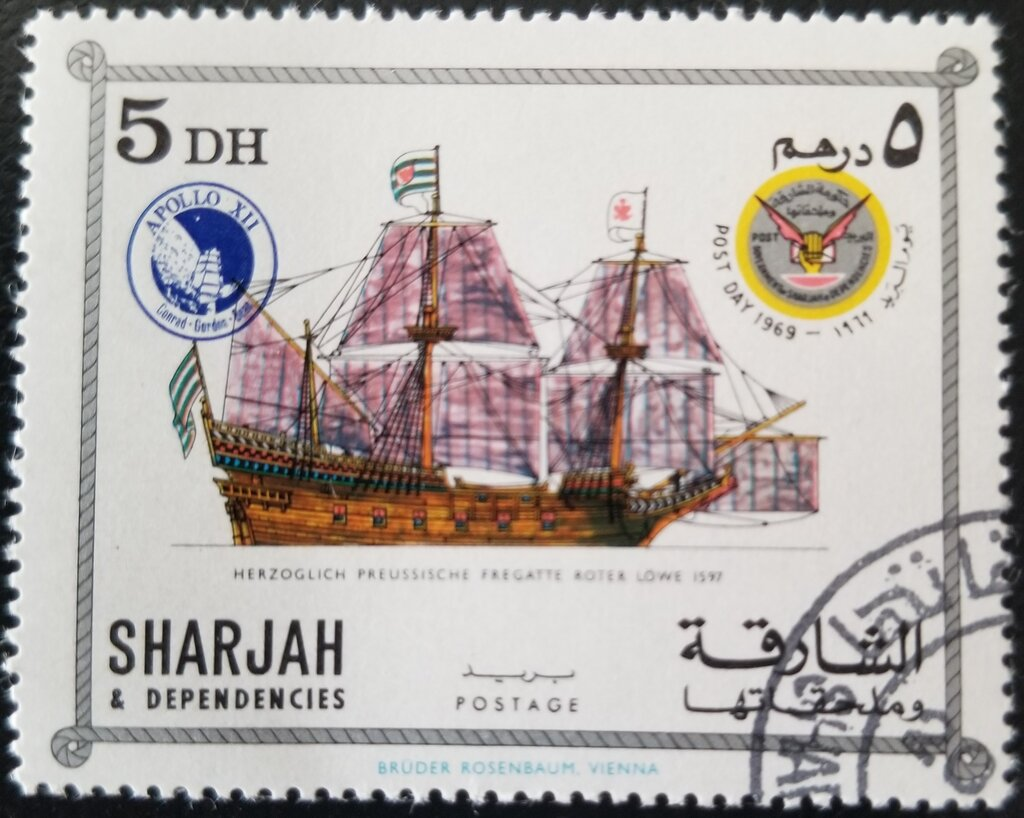
فرقاطة الأسد الأحمر
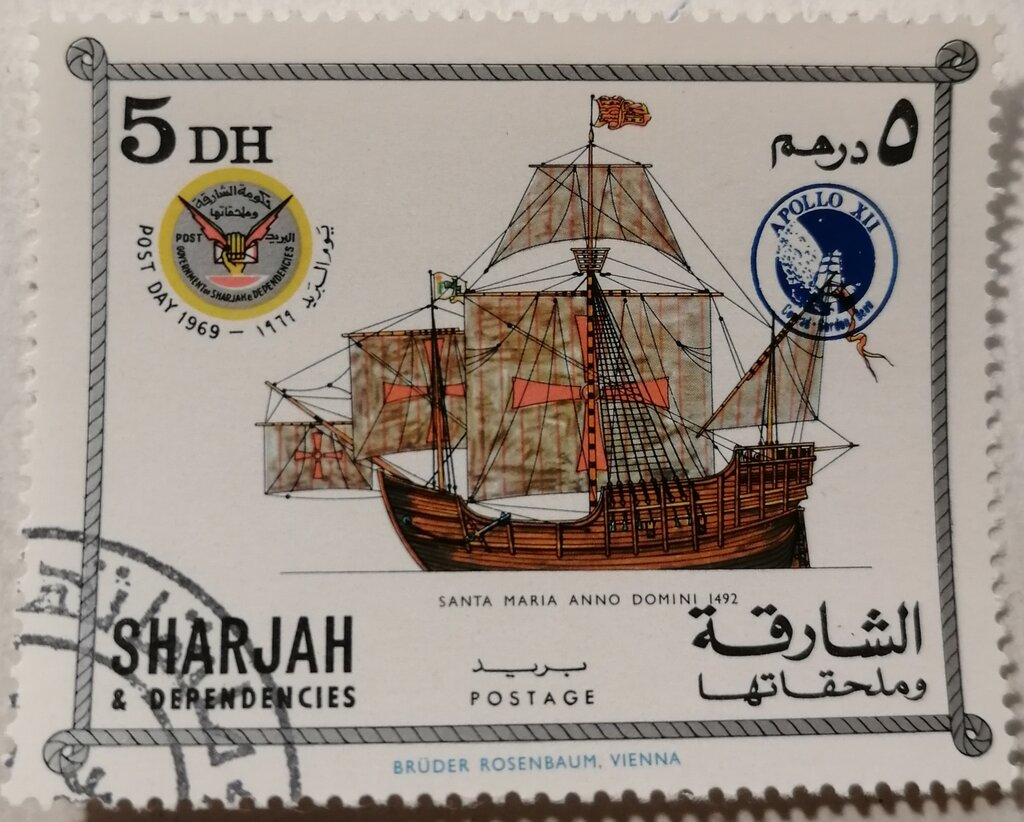
سفينة سانتا ماريا

كما وشحت البطاقة التذكارية بعبارات ورسوم تحتفي بانطلاق بعثة أبولو 12، وأصدر منها إصداران بقيمة 3 ريالات:

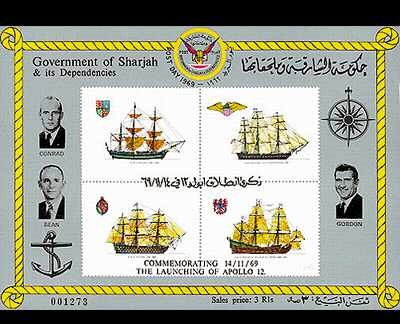
بطاقة تذكارية بقيمة 3 ريالات.

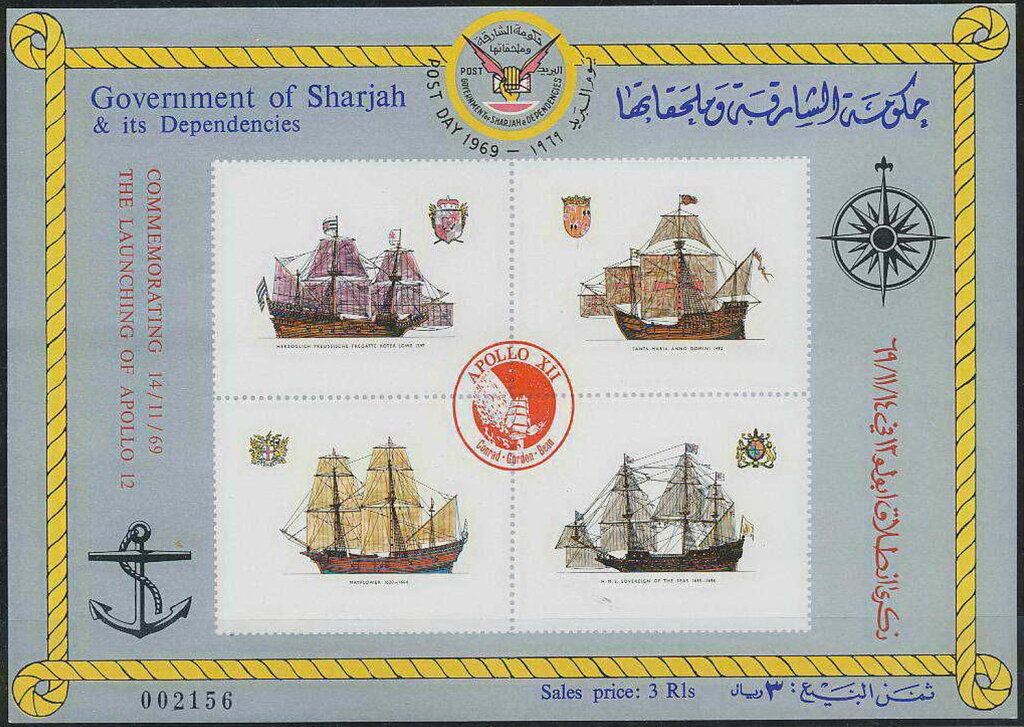
بطاقة تذكارية بقيمة 3 ريالات.